# Serbia
Serbia (phiên âm là Xéc-bi hay Xéc-bi-a, tiếng Serbia: Србија, đã Latinh hoá: Srbija, phiên âm là Xrơ-bi-a), tên chính thức là Cộng hòa Serbia  (tiếng Serbia: Република Србија, đã Latinh hoá: Republika Srbija) là một quốc gia nội lục thuộc khu vực đông nam châu Âu. Serbia nằm trên phần phía nam của đồng bằng Pannonia và phần trung tâm của bán đảo Balkan. Địa hình phía bắc nước này chủ yếu là đồng bằng còn phía nam lại nhiều đồi núi. Serbia giáp với Hungary về phía bắc; România và Bulgaria về phía đông; Albania và Bắc Macedonia về phía nam; giáp với Montenegro, Croatia và Bosna và Hercegovina về phía tây. Tính đến tháng 7 năm 2007, dân số của nước này là 10.150.265 người.
Serbia từng là một quốc gia có nền văn hóa phát triển cao vào thời kỳ trung cổ trước khi trở thành thuộc địa của Đế chế Ottoman. Năm 1878, Serbia chính thức giành lại được nền độc lập cho dân tộc. Đường biên giới hiện nay của Serbia được hình thành sau khi Chiến tranh thế giới thứ hai kết thúc và nước này trở thành một bộ phận của Liên bang Cộng hòa Xã hội chủ nghĩa Nam Tư, một quốc gia xã hội chủ nghĩa nhưng không phải là đồng minh của Liên Xô. Khi Liên bang Nam Tư giải thể vào thập niên 1990, chỉ còn lại Montenegro ở lại với Serbia trong liên bang Serbia và Montenegro. Năm 2006, Montenegro tách khỏi liên bang và Serbia trở thành một quốc gia độc lập. Hiện nay vấn đề vùng lành thổ Kosovo tách khỏi Serbia để thành lập một quốc gia độc lập vẫn gây nhiều tranh cãi trên thế giới.
Ngày nay Serbia là một nước cộng hòa đa đảng theo thể chế dân chủ đại nghị. Thủ tướng là người đứng đầu nhà nước và nắm thực quyền chính ở Serbia. Nền kinh tế Serbia hiện nay đang tăng trưởng khá nhanh và thu nhập bình quân của nước này được xếp vào nhóm trung bình trên của thế giới. Serbia cũng là nước có Chỉ số Phát triển Con người (HDI) cao.

## Tên gọi
Trong khoảng thời gian từ thế kỷ XVII đến thế kỷ XX, Serbia thường bị gọi là Servia trong tiếng Anh. Điều này khiến người Serb rất tức giận vì nó gần với từ servus trong tiếng Latin có nghĩa là "nô lệ". Năm 1914, Serbia là đồng minh của Anh trong Chiến tranh thế giới thứ nhất mà việc gọi tên nước đồng minh bằng một từ gần với "nô lệ" thì chắc chắc không hề thích hợp. Vì vậy từ Serbia bắt đầu được sử dụng để thay thế cho Servia. Các học giả ngày nay cũng tuyên bố tên nước Serbia không hề có một sự liên hệ hay bắt nguồn nào từ servus trong tiếng Latin.
Cái tên Serbia bắt nguồn từ tên bộ tộc Serboi sống ở phía bắc dãy núi Kavkaz và được nhắc đến trong các tác phẩm của Tacitus, Plinius và Ptolemy trong thế kỷ I và thế kỷ II. Người Serboi đã di cư đến vùng Trung Âu ngày nay và lập ra quốc gia Sorbia vào thế kỷ V. Tiếp đó những người thuộc dân tộc này được cho là đã đến bán đảo Balkan vào năm 630, lúc đó người họ đã đến định cư cùng với nhiều dân tộc Slav khác và thành lập những quốc gia Serbia đầu tiên thời trung cổ. Biên niên sử Hoàng gia Frank đã miêu tả sự có mặt của người Serb tại vùng Balkan vào năm 822 với cái tên Sorabi như "một dân tộc kiểm soát phần lớn lãnh thổ Dalmatia" lúc bấy giờ (Dalmatia là một vùng của nước Croatia ngày nay). Vào thời kỳ trung cổ, người ta hay dùng thuật ngữ "đất của người Serb" hay "vua của người Serb" nhiều hơn là "Serbia" hay "vua của Serbia" vì người Serb lúc đó đã phân tán trên rất nhiều vùng khác nhau của bán đảo Balkan.
Phiên âm tiếng Việt của nước này là "Xéc-bi" theo tên tiếng Pháp (Serbie). Tuy nhiên cách phiên âm "Xéc-bi-a" theo tên tiếng Anh (Serbia) đang dần phổ biến hơn. Còn một số người Việt vẫn gọi Serbia với tên Nam Tư, có khi còn sử dụng "Nam Tư" để chỉ các nước Slovenia, Croatia đều là các nước thuộc Nam Tư cũ gây nhầm lẫn nhưng phần lớn họ vẫn dùng từ "Nam Tư" để gọi Serbia là nhiều.

## Lịch sử

### Tiền sử & Buổi đầu lịch sử

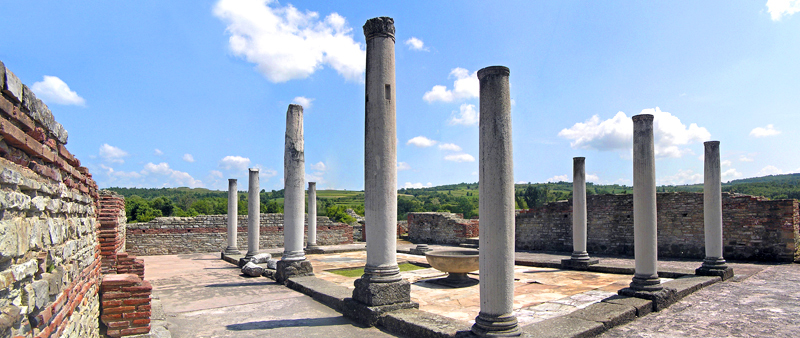
Felix Romuliana, địa điểm La Mã

Người Illyrian, Thracian và Dacians cổ đã sinh sống ở Serbia trước người La Mã. Macedon đã mở rộng về phía nam Serbia ngày nay vào thế kỷ thứ IV trước Công nguyên, điểm cực bắc của đế chế của Alexander Đại Đế là thị trấn Kale. Thành phố phía bắc Serbia Sirmium là một trong những thủ đô La Mã thời Tam đầu chế.

### Vương quốc Serbia trung cổ (thế kỷ VII đến thế kỷ XIV)

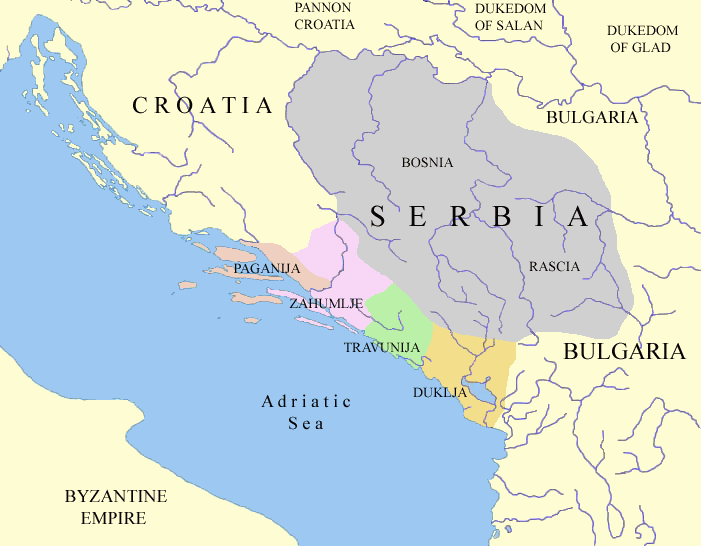
Bản đồ những vùng đất của người Serb vào thế kỷ IX

Vào thế kỷ VII, người Serb đã di cư đến vùng bán đảo Balkan ngày nay và chia thành 6 bộ tộc lớn là Raska, Bosna, Duklja (hay Zeta), Zahumlje, Travunia và Pagania. Khi đó hầu hết người Serb đã cải theo Cơ đốc giáo, bao gồm cả đạo Công giáo và đạo Chính thống. Năm 1077 tại Zeta (nay là Montenegro), vua Mihailo đã được Giáo hoàng phong lên ngôi vua. Con trai ông là Konstantin Bodin tiếp tục nối ngôi và cai trị vùng đất này từ năm 1080 đến khi mất vào năm 1101. Thời gian này, những vương quốc của người Serb vẫn bị đe dọa bởi các nước lớn là Đế chế Byzantine và Bulgaria.
người Serb không phải lúc nào cũng thống nhất với nhau trong cùng một vương quốc mà nhiều lúc, họ tách ra thành nhiều vương quốc nhỏ độc lập. Trong tất cả các công quốc của người Serb thì Raska là nước có tiềm lực và lãnh thổ lớn nhất. Họ bắt đầu thống nhất đất đai với nhiều vùng đất xung quanh rồi đổi tên nước thành Serbia. Vương triều Serbia thống nhất đầu tiên là triều đại Caslav Klonimirovic, thành lập tại Rascia vào giữa thế kỷ X. Trong giai đoạn từ nửa đầu thế kỷ XI đến cuối thế kỷ XII, vương quyền lại thuộc về triều đại Vojislavljevic của Zeta.
Vương quốc Serbia thời trung cổ đạt sự cực thịnh của nó dưới triều đại của vua Stefan Dushan. Ông đã mở mang các tuyến đường thương mại của người Serb khiến nền kinh tế đất nước phát triển mạnh mẽ, sức mạnh của vương triều được củng cố và Serbia trở thành một trong những trung tâm văn hóa hàng đầu châu Âu lúc bấy giờ. Nhân lúc Đế chế Byzantine suy yếu, Stefan Dushan đã xâm chiếm các vùng đất ở phía nam và phía đông, chiếm gần hết phần đất liền của nước Hy Lạp và mở rộng gấp đôi diện tích của Serbia. Năm 1346, ông đăng quang danh hiệu "Hoàng đế của người Serb và người Hy Lạp", thành lập Đế quốc Serbia, nhưng sự huy hoàng đó đã kéo dài không lâu. Năm 1355, vua Stefan Dushan bị đầu độc chết ở tuổi 47. Đất nước Serbia rơi vào khủng hoảng và hỗn loạn bởi những triều đại yếu kém tiếp theo trong khi người Thổ Nhĩ Kỳ Ottoman đang thôn tính Đế chế Byzantine tại phía đông.

### Sự xâm lược của Đế chế Ottoman
Cuối thế kỷ XIV, những cuộc chiến tranh đầu tiên giữa người Serb và người Thổ Nhĩ Kỳ bắt đầu nổ ra. Năm 1371, anh em Nam tước Mrnjavcevic đã đẩy lùi quân Thổ Nhĩ Kỳ về lãnh thổ của họ nhưng sau đó lại bị phản công ngay tại trận Maritsa. Năm 1386, tướng Milos Obilic của người Serb đã đánh thắng quân Thổ Nhĩ Kỳ một trận lớn tại trận Plocnik. Tuy nhiên đến năm 1389, trận Kosovo với thất bại thuộc về Serbia đã định rõ số phận của nước này khi không còn một lực lượng nào có đủ khả năng đẩy lùi những cuộc tiến công tiếp theo của người Thổ Nhĩ Kỳ. Đến năm tiếp sau, Kosovo đã bị mất vào tay Đế chế Ottoman, Vương quốc Serbia buộc phải chuyển dần lãnh thổ của mình lên phía bắc. Đến năm 1459, người Thổ Nhĩ Kỳ cũng chiếm xong toàn bộ miền bắc Serbia. Chỉ còn lại một số vùng đất còn duy trì được tự do là Bosnia và Zeta nhưng cuối cùng cũng bị sáp nhập vào năm 1496. Từ đấy trở đi bắt đầu 4 thế kỉ Serbia bị nằm dưới ách đô hộ của Đế chế Ottoman.
Từ thế kỷ XIV, một bộ phận lớn người dân Serbia đã nhập cư vào Vojvodina, lúc đó nằm dưới quyền cai quản của Hungary. Đến khi những cuộc chiến tranh giữa Đế chế Áo và Đế chế Ottoman bùng nổ trong những thế kỉ tiếp theo đó, người Serb đã đứng về phe người Áo nhằm cố gắng giành lại những vùng đất đai đã mất song họ vẫn chưa thành công.

### Serbia cận đại

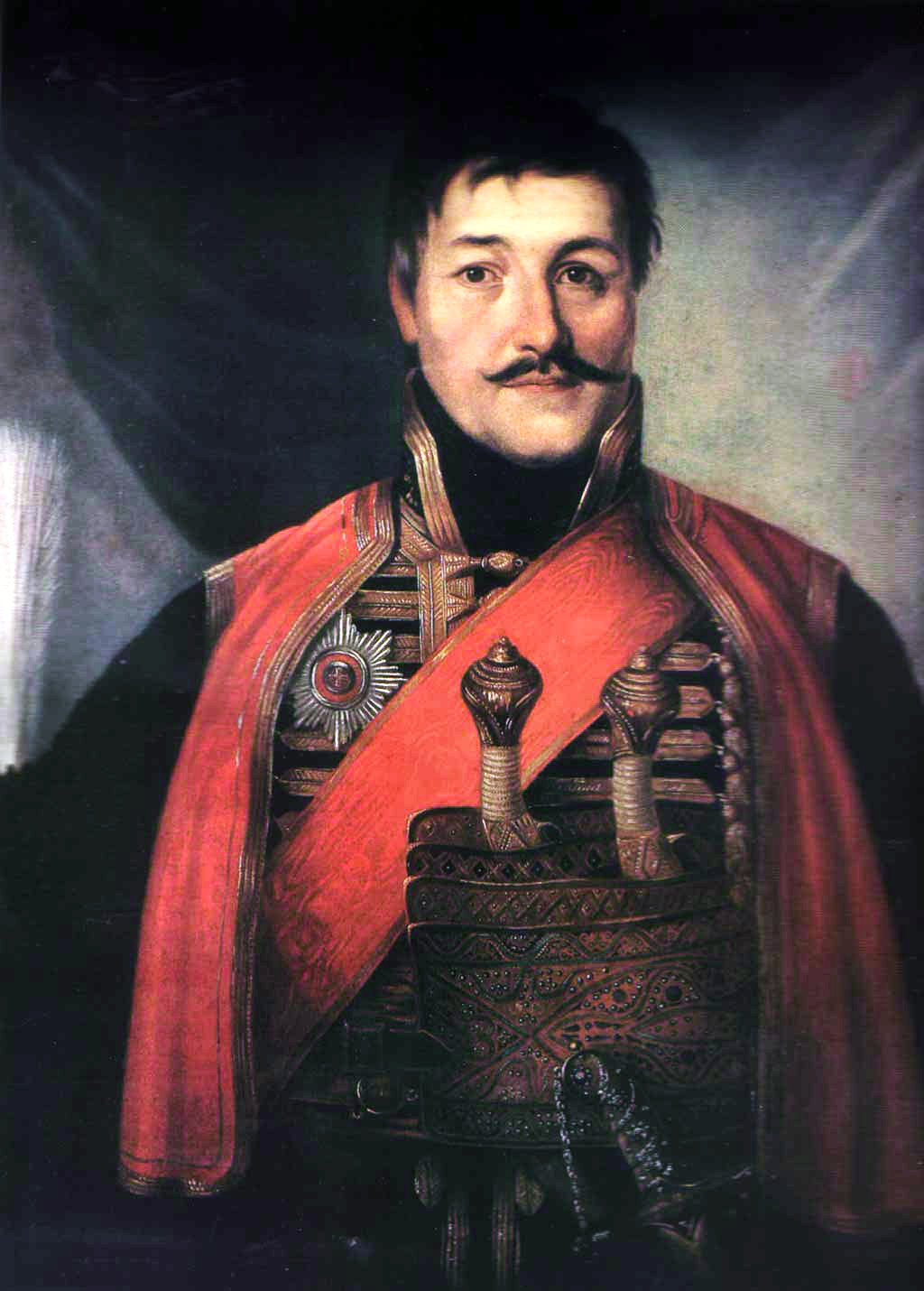
Karadorde Petrovic, lãnh đạo cuộc nổi dậy của người Serb năm 1804

Dưới ách cai trị tàn bạo của Đế chế Ottoman, người Serb đã nhiều lần nổi dậy đấu tranh. Sau hai cuộc nổi dậy lớn của người Serb vào năm 1804 (lãnh đạo bởi Karadorde Petrovic) và năm 1815 (lãnh đạo bởi Milos Obrenovic), Đế chế Ottoman đã phải trao quyền tự trị cho người Serb. Vào thời kỳ cận đại, Đế chế Ottoman của người Thổ Nhĩ Kỳ bắt đầu suy yếu do những mâu thuẫn sắc tộc sâu sắc bên trong đế chế và sự uy hiếp của các nước tư bản phương Tây. Đây là điều kiện thuận lợi cho phong trào giải phóng dân tộc ở những quốc gia Cơ đốc giáo sống trong sự kìm kẹp của đế chế. Trong hoàn cảnh đó, người Serb không chỉ đẩy mạnh đấu tranh vũ trang mà còn tiến hành những cải cách xã hội với sự xuất hiện của những giá trị tư bản phương Tây. Những cuộc chiến tranh chống Ottoman bùng nổ mạnh mẽ đã dẫn tới việc thành lập Công quốc Serbia độc lập và nhận được sự công nhận của cộng đồng quốc tế vào năm 1878. Bên cạnh đó, cộng đồng người Serb tại Vojvodina nằm trong Đế chế Áo-Hung cũng đòi quyền tự trị cho khu vực này.
Từ năm 1882, Công quốc Serbia đổi thành Vương quốc Serbia. Thời kỳ tiếp theo đó là sự luân phiên cai trị đất nước của hậu duệ của Karadorde Petrovic, người lãnh đạo cuộc nổi dậy lần thứ nhất của người Serb năm 1805 và hậu duệ của Milos Obrenovic, người lãnh đạo cuộc nổi dậy lần thứ hai năm 1815. Sau khi giành được độc lập từ tay Đế chế Ottoman, Serbia đã có nhiều bước phát triển mạnh mẽ về kinh tế, chính trị, văn hóa. Điều này có được do chính phủ Serbia lúc đó đã cử nhiều thanh niên Serbia sang các nước châu Âu lớn học tập và khi trở về, họ đã mang theo nhiều kiến thức quan trọng cũng như cả một hệ thống tư tưởng mới để xây dựng đất nước. Năm 1903, một cuộc đảo chính diễn ra đã đưa một người cháu trai của Karadorde là vua Petar I của Serbia lên ngai vàng, mở đường cho những cải cách dân chủ tại Serbia. Petar I là người theo tư tưởng tự do và từng được học tập tại phương Tây. Ông đã thành lập một chính phủ dân chủ nghị viện và ban hành bản hiến pháp dân chủ đầu tiên của Serbia. Năm 1912-1913, Serbia liên minh với Bulgaria, Hy Lạp và Montenegro đánh bại quân của Đế chế Ottoman, chấm dứt hoàn toàn sự đô hộ của người Thổ Nhĩ Kỳ đối với khu vực Balkan.

### Thế Chiến I

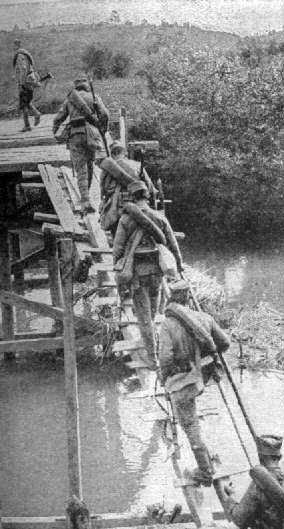
Binh lính Serbia vượt qua sông Kolubara trong Trận Kolubara Thế Chiến I.

Ngày 28 tháng 6 năm 1914 vụ ám sát Hoàng tử nước Áo Franz Ferdinand tại Sarajevo thuộc Bosnia-Herzegovina bởi Gavrilo Princip (một thành viên công đoàn Nam Tư thuộc Thanh niên Bosnia) và là một công dân Áo, đã dẫn tới việc Áo-Hung tuyên chiến với Vương quốc Serbia. Để bảo vệ đồng minh Serbia của mình, Nga bắt đầu huy động binh sĩ, dẫn tới việc đồng minh của Áo-Hung là Đức tuyên chiến với Nga. Sự trả đũa của Áo-Hung với Serbia đã dẫn tới một loạt các liên minh quân sự tạo nên một phản ứng dây chuyền các hành động tuyên chiến trên khắp lục địa, dẫn tới sự bùng phát của Thế Chiến I trong vòng một tháng.
Quân đội Serbia đã giành được nhiều chiến thắng quan trọng trước Áo-Hung khi bắt đầu Thế Chiến I, như Trận Cer và Trận Kolubara – là những thắng lợi đầu tiên của Đồng Minh trước Liên minh trung tâm trong Thế Chiến I. Dù có những thắng lợi ban đầu cuối cùng họ cũng bị đánh bại bởi các lực lượng liên hợp của Đế chế Đức, Áo-Hung và Bulgaria năm 1915. Đa phần quân đội Serbia và một số người phải sống lưu vong tại Hy Lạp và Corfu nơi họ phục hồi, tái tổ chức và quay lại Mặt trận Macedonia (Thế Chiến I) để đứng đầu một cuộc đột phá cuối cùng qua các giới tuyến quân địch ngày 15 tháng 9 năm 1918, giải phóng Serbia và đánh bại Đế chế Áo-Hung cùng Bulgaria. Serbia (với chiến dịch lớn của mình) là một Cường quốc Đồng minh vùng Balkan quan trọng đóng góp đáng kể vào thắng lợi của Đồng Minh tại Balkan tháng 11 năm 1918, đặc biệt buộc Bulgaria phải đầu hàng với sự hỗ trợ của Pháp. Về quân sự nước này được coi là một tiểu cường quốc Đồng minh. Serbia cũng là một trong những nước góp công vào việc buộc Áo-Hung đầu hàng ở Trung Âu.

### Vương quốc Nam Tư
- Vùng Syrmia là nơi đầu tiên thuộc các vùng đất Habsburg tuyên bố liên minh với Vương quốc Serbia ngày 24 tháng 11 năm 1918.
- Banat, Bačka và Baranja - (Vojvodina) – gia nhập Vương quốc vào ngày hôm sau.
- Ngày 26 tháng 11 năm 1918, Hội đồng Podgorica phế truất Nghị viện Petrovic-Njegos của Vương quốc Montenegro, lựa chọn triều đình Karadjordjevic (triều đình nắm quyền Vương quốc Serbia), trên thực tế thống nhất hai nhà nước.
- Bosna và Hercegovina tuyên bố thống nhất với Belgrade
- Ngày 1 tháng 12 năm 1918, Nhà nước của người Slovenia, Croatia và Serbia và Vương quốc Serbia gia nhập Vương quốc của người Serb, Croatia và Slovenia (sau này là Vương quốc Nam Tư). Vua Petar I của Serbia trở thành Vua Petar I của Nam Tư.

### Thế Chiến II và nội chiến tại Serbia

#### Xâm lược Nam Tư
Vương quốc Nam Tư có quan điểm không nhất quán trong Thế Chiến II. Lo ngại một cuộc xâm lược của Đức, Nhiếp chính Nam Tư, Hoàng tử Paul, đã ký Hiệp ước Ba Bên với Liên minh Trung tâm ngày 25 tháng 3 năm 1941, dẫn tới những cuộc biểu tình tại Belgrade. Ngày 27 tháng 3 Hoàng tử Paul bị một cuộc đảo chính quân sự lật đổ và được thay thế bởi Vua Petar II. Tướng Dušan Simović trở thành Thủ tướng và Vương quốc Nam Tư rút lui sự ủng hộ với Liên minh Trung tâm.
Để trả đũa Adolf Hitler tung ra cuộc xâm lược Nam Tư ngày 6 tháng 4. Tới ngày 17 tháng 4, thoả thuận đầu hàng không điều kiện được ký kết tại Belgrade. Sau cuộc xâm lược, Vương quốc Nam Tư bị giải tán và, với sự phân chia Nam Tư, Serbia trở thành một phần của Hành chính Quân sự Serbia, dưới một chính phủ liên minh Đức-Serbia lãnh đạo bởi Milan Nedić.
Bên cạnh việc bị Wehrmacht chiếm đóng từ năm 1941 tới năm 1945, Serbia cũng là nơi diễn ra một cuộc nội chiến giữa Những người Chetnik bảo hoàng của Draža Mihailović và những người du kích Cộng sản dưới sự lãnh đạo của Josip Broz Tito tiến hành. Chống lại các lực lượng đó là các đơn vị của Nedić thuộc Quân đoàn Tình nguyện Serbia và Vệ binh Nhà nước Serbia. Tới đầu năm 1944, quân du kích trở thành lực lượng chính ở Bosnia, Montenegro, Slovenia và Herzegovina. Tuy nhiên, tại Serbia, đặc biệt là các vùng nông thôn, dân chúng vẫn trung thành với Draza Mihajlovic.
Sự đồng chiếm đóng của Xô viết và Bulgaria năm 1944 dẫn tới thời cơ cho quân du kích, khi ấy họ trở thành lực lượng lãnh đạo chính, với việc triều đình Karadjordjevic bị cấm quay trở lại Serbia. Mặt trận Srem là địa điểm cuối cùng của cuộc nội chiến Serbia.

#### Diệt chủng người bởi chế độ Ustaše trong Thế Chiến II Croatia
Ustaše theo chủ nghĩa phát xít và dân tộc cực đoan tìm cách thanh trừng người Serb, người Do thái và Roma tại Nhà nước Croatia Độc lập, họ bị đàn áp và diệt chủng trên quy mô lớn, khét tiếng nhất là tại trại tập trung Jasenovac. Thư viện Ảo Do thái ước tính từ 45.000 tới 52.000 người Serb tại Croatia đã bị giết hại tại trại tập trung Jasenovac và khoảng 330.000 tới 390.000 người là nạn nhân của chiến dịch diệt chủng. Con số ước tính trẻ em Serbia chết trong khoảng 35,000 tới 50,000. Trung tâm Yad Vashem báo cáo rằng hơn 600.000 người Serb bị giết hại trong NDH, với khoảng 500.000 người thuộc nhiều quốc tịch và dân tộc bị giết hại riêng tại trại Jasenovac. Sau chiến tranh các nguồn chính thức của Nam Tư ước tính khoảng 700.000 nạn nhân, chủ yếu là người Serb. Misha Glenny cho rằng số lượng người Serb bị giết hại trong cuộc diệt chủng là hơn 400,000 người.
Tháng 4 năm 2003 tổng thống Croatia Stjepan Mesić đã thay mặt Croatia xin lỗi các nạn nhân của Jasenovac. Năm 2006, trong tình huống tương tự, ông đã thêm rằng cần giải thích rõ với mọi khách tới thăm Jasenovac rằng "Diệt chủng người Do thái, diệt chủng và các tội ác chiến tranh" đã diễn ra tại đây.

### Serbia bên trong Nam Tư xã hội chủ nghĩa

Serbia bên trong Liên bang Cộng hoà Xã hội chủ nghĩa Nam Tư. Được thể hiện phân chia thành Trung Serbia, Vojvodina, và Kosovo.

Sau khi chiến tranh chấm dứt, luật bầu cử được thông qua, dự định tiến hành vào tháng 11 năm 1945. Theo luật này, quyền bầu cử được trao cho mọi công dân Nam Tư trên 18 tuổi, cũng như mọi thành viên của Mặt trận Nhân dân và các đơn vị du kích không quan tâm tới độ tuổi của họ. Quyền bầu cử không được trao cho các lực lượng trung thành cũ, các đảng ủng hộ độc lập tại Serbia và Croatia, (cho rằng là) những kẻ cộng tác và người Đức và người Ý. Các đảng đối lập được khuyến khích giải tán và gia nhập danh sách của Mặt trận Nhân dân. Sự kiểm duyệt chặt chẽ được tăng cường, và mọi thành viên của Ủy ban Bầu cử đều thuộc Mặt trận Nhân dân. Mọi đảng đối lập đã thông báo sự lạm dụng của Ozna, lực lượng cảnh sát mật. Đa số các đảng giải tán và bị sáp nhập vào trong một danh sách mặt trận Nhân dân duy nhất, bởi họ bị cấm tự tham gia vào cuộc bầu cử, các thành phần đối lập còn lại tẩy chay cuộc bầu cử. Danh sách duy nhất, như một ứng cử viên duy nhất tham gia vào cuộc bầu cử, giành thắng lợi lớn. Tới năm 1947, Mặt trận Nhân dân "đã sạch bóng" các cá nhân lãnh đạo cũ, và mọi đảng đối lập bên ngoài danh sách đã bị xoá bỏ. Cùng lúc đó, lãnh đạo tối cao chính thức chấp nhận chương trình của Đảng Cộng sản như của riêng nó.
Trên cơ sở của cuộc bầu cử, Quốc hội lập hiến được thành lập bởi Đảng Cộng sản Nam Tư tuyên bố xoá bỏ chế độ quân chủ do người Serb lãnh đạo tại Nam Tư – và gia đình hoàng gia bị cấm quay trở lại đất nước. Một chế độ cộng sản được thiết lập dưới sự lãnh đạo độc tài của lãnh đạo Đảng Cộng sản Nam Tư Josip Broz Tito. Tito, là người Croat- Slovene đã đích thân tìm kiếm sự thống nhất giữa các sắc tộc sau cuộc chia rẽ đất nước trong bạo lực ở Thế Chiến II qua một chính sách được gọi là Anh em và Thống nhất khuyến khích việc hợp tác giữa các sắc tộc và ủng hộ một tính chất Nam Tư thống nhất thay cho các tính chất sắc tộc và tôn giáo trước đang có, ngăn chặn những kẻ quốc gia của bất kỳ nước cộng hoà nào, và buộc những sắc tộc khác nhau phải cùng làm việc để giải quyết những sự khác biệt. Điều này đã gây nhiều tranh cãi tại Seriba trong những năm cuối thời kỳ cầm quyền của Tito. Serbia là một trong sáu đơn vị nhà nước của liên bang, Liên bang Cộng hoà Xã hội chủ nghĩa Nam Tư (Socijalistička Federativna Republika Jugoslavija, hay SFRJ). Với thời gian tầm ảnh hưởng của Serbia giảm đi khi những cuộc cải cách do các nước cộng hoà khác yêu cầu nhằm giảm tập trung quyền lực trao cho họ tiếng nói tương đương trong hệ thống tập trung hoá. Điều này bắt đầu với việc thành lập các tỉnh tự trị Kosovo và Vojvodina vốn ban đầu chỉ có ít quyền lực. Tuy nhiên, các cuộc cải cách năm 1974 đã dẫn đến những thay đổi lớn, khiến các tỉnh tự trị có quyền gần tương đương với các nước cộng hoà, theo đó nghị viện Serbia không giữ quyền kiểm soát với các công việc chính trị của hai tỉnh, và về kỹ thuật chỉ giữ quyền lực với Trung Serbia. Nhiều người Serb, gồm cả những người trong Đảng Cộng sản Nam Tư, bực tức với những quyền lực được trao cho các tỉnh tự trị. Cùng lúc đó, một số người Albani tại Kosovo trong thập niên 1980 bắt đầu yêu cầu trao cho Kosovo quyền trở thành một nhà nước cộng hoà bên trong Nam Tư, vì thế trao cho họ quyền ly khai, một quyền mà các tỉnh tự trị không có. Những căng thẳng sắc tộc giữa người Serb và người Albani tại Kosovo cuối cùng có tầm ảnh hưởng lớn dẫn tới sự sụp đổ của Liên bang Cộng hoà Xã hội chủ nghĩa Nam Tư.

### Giải tán Nam Tư và các cuộc Chiến tranh Nam Tư
Slobodan Milošević lên nắm quyền tại Serbia năm 1989 trong Liên đoàn Cộng sản Serbia thông qua một loạt hành động táo bạo chống lại các thành viên trong chính phủ cầm quyền. Milošević hứa giảm bớt quyền lực của những tỉnh tự trị Kosovo và Vojvodina. Điều này làm phát sinh căng thẳng với giới lãnh đạo cộng sản của các nước cộng hoà khác cuối cùng dẫn tới sự ly khai của Slovenia, Croatia, Bosna và Hercegovina và Cộng hoà Macedonia khỏi Nam Tư.
Chế độ dân chủ đa đảng xuất hiện tại Serbia năm 1990, chính thức loại bỏ chế độ cầm quyền đơn đảng cộng sản cũ. Những lời chỉ trích chính phủ Milošević cho rằng chính phủ Serbia tiếp tục độc đoán dù đã có những thay đổi hiến pháp và Milošević duy trì một ảnh hưởng cá nhân mạnh trong truyền thông nhà nước Serbia. Milošević ra lệnh tạm thời cấm truyền thông với những đài phát độc lập đưa tin về những cuộc phản đối chống chính phủ của ông và hạn chế tự do ngôn luận thông qua việc cải cách Luật hình sự Serbia với đe doạ tuyên án tội hình sự với bất kỳ ai "chế giễu" chính phủ và các lãnh đạo của nó, khiến nhiều người chống đối Milošević và chính phủ của ông bị bắt giữ.
Giai đoạn hỗn loạn chính trị và xung đột đánh dấu sự gia tăng căng thẳng sắc tộc và giữa người Serb và các sắc tộc khác của Nam Tư cũ khi những yêu cầu lãnh thổ của các nhóm sắc tộc khác nhau thường xung đột lẫn nhau Những người Serb vốn từng chỉ trích không khí quốc gia, chính phủ Serbia, hay các thực thể chính trị của người Serb ở Bosnia và Croatia được thông báo là đã bị quấy rầy, đe doạ, hay bị giết hại bởi những người Serb theo chủ nghĩa quốc gia. Người Serb tại Serbia sợ rằng các chính phủ quốc gia và ly khai của Croatia lãnh đạo bởi những người có cảm tình với Ustase sẽ đàn áp người Serb đang sống tại Croatia. Quan điểm này về chính phủ Croatia được Milošević ủng hộ, ông cũng buộc tội các chính phủ ly khai của Bosna và Hercegovina đang dưới sự lãnh đạo của những người Hồi giáo chính thống. Chính phủ Croatia và Bosnia về phần mình buộc tội chính phủ Serbia đang tìm cách tạo ra một nhà nước Đại Serbia. Những quan điểm này dẫn tới tình trạng gia tăng tính bài ngoại giữa các dân tộc trong các cuộc chiến tranh.
Năm 1992, các chính phủ Serbia và Montenegro đồng ý thành lập một liên bang Nam Tư mới gọi là Cộng hòa Liên bang Nam Tư xoá bỏ phương hướng cộng sản chính thức của nhà nước Liên bang Cộng hoà Xã hội chủ nghĩa Nam Tư cũ, và thay vào đó bằng chế độ dân chủ.
Trước những cáo buộc rằng chính phủ Nam Tư đang ủng hộ các lực lượng quân sự của người Serb tại Bosnia & Herzegovina về tài chính và quân sự, các biện pháp trừng phạt được Liên hiệp quốc áp dụng trong thập niên 1990, dẫn tới sự cô lập chính trị, suy giảm kinh tế, tình trạng khó khăn và siêu lạm phát của đồng tiền tệ Nam Tư.
Milošević đại diện cho người Serb Bosnia tại thoả thuận hoà bình Dayton năm 1995, ký kết thoả thuận chấm dứt cuộc Chiến tranh Bosnia đã làm phân chia Bosnia & Herzegovina chủ yếu theo các vùng cư trú sắc tộc thành một nhà nước cộng hoà Serb và một Liên bang người Bosnia-Croat.
Khi Đảng Xã hội chủ nghĩa Serbia cầm quyền từ chối chấp nhận các kết quả của cuộc bầu cử thành phố năm 1997 theo đó họ đã thua cuộc, những người Serb tham gia vào các cuộc tuần hành lớn phản đối chính phủ, các lực lượng chính phủ ngăn cản những người biểu tình.
Trong năm 1998 và 1999, nền hoà bình chính thức của Serbia bị phá vỡ khi tình hình tại Kosovo xấu đi với những cuộc xung đột liên tiếp tại đây giữa một bên là các lực lượng an ninh Nam Tư và một bên là Quân đội Giải phóng Kosovo (KLA) của người Albani, cuộc chiến này hiện được gọi là Chiến tranh Kosovo.

### Chuyển tiếp chính trị
Tháng 9 năm 2000, các đảng đối lập cáo buộc Milošević đã gian lận trong các thủ tục bầu cử liên bang. Những cuộc tuần hành đường phố và tụ tập trên khắp Serbia cuối cùng đã buộc Milošević nhượng bộ và trao lại quyền lực cho phe Đối lập Dân chủ Serbia (Demokratska opozicija Srbije, hay DOS) mới được thành lập. DOS là một liên minh rộng lớn của các đảng chống Milošević. Ngày 5 tháng 10, sự ra đi của Milošević đã dẫn tới việc quốc tế ngừng cô lập Serbia trong những năm cầm quyền của Milošević. Milošević bị đưa tới Toà án Hình sự Quốc tế vì những cáo buộc tài trợ cho các tội ác chiến tranh và các tội ác chống lại loài người trong các cuộc chiến tại Croatia, Bosnia, và Kosovo và ông bị giữ để xét xử cho tới khi chết năm 2006. Với sự ra đi của Milošević, các lãnh đạo mới của Serbia thông báo rằng nước này sẽ tìm cách gia nhập Liên minh châu Âu (EU). Tháng 10 năm 2005, EU khai trương các cuộc đàm phán với Serbia về một Thoả thuận Liên minh và Ổn định (SAA), một bước đầu tiên hướng tới sự gia nhập Liên minh châu Âu.
Không khí chính trị Serbia từ sự ra đi của Milošević vẫn còn căng thẳng. Năm 2003, Zoran Đinđić bị ám sát bởi một người Serb theo chủ nghĩa dân tộc cực đoan. Các lực lượng quốc gia và ủng hộ khối Liên Âu tại Serbia vẫn bị chia rẽ mạnh về tiến trình chính trị của Serbia về các quan hệ của nó với Liên minh châu Âu và phương Tây.
Từ năm 2003 tới năm 2006, Serbia đã trở thành một phần của "Liên minh Nhà nước Serbia và Montenegro." Liên minh này là thực thể kế tục Liên bang Cộng hoà Nam Tư (FRY/SRJ). Ngày 21 tháng 5 năm 2006, Montenegro tổ chức một cuộc trưng cầu dân ý để quyết định tiếp tục hay ngừng liên minh với Serbia. Ngày hôm sau kết quả cho thấy 55.4% cử tri ủng hộ độc lập. Tỷ lệ này chỉ hơi vượt quá yêu cầu cần thiết 55%.

### Cộng hoà Serbia
Ngày 5 tháng 6 năm 2006, sau cuộc trưng cầu dân ý tại Montenegro, Quốc hội Serbia tuyên bố nhà nước "Cộng hoà Serbia" là thực thể kế tục pháp lý của "Nhà nước Liên minh Serbia và Montenegro." Serbia và Montenegro trở thành các quốc gia riêng biệt. Tuy nhiên, khả năng về một quyền công dân kép cho Người Serb tại Montenegro là một vấn đề vẫn đang được đàm phán giữa hai chính phủ.
Tháng 4 năm 2008 Serbia được mời gia nhập chương trình Đối thoại tăng cường với NATO dù sự bất hoà ngoại giao với Liên minh này về vấn đề Kosovo vẫn còn.

### Serbia và việc gia nhập EU
Ngày 21 tháng 1 năm 2014 các cuộc đàm phán gia nhập EU bắt đầu. Vào ngày 14 tháng 12 năm 2015, những chương thảo luận đầu tiên đã được bàn cãi trong đó có chương 35 về việc bình thường hóa quan hệ với Kosovo, ngoài ra chương 32 về việc kiểm soát tài chánh. Kế tiếp là chương 23 và 24 về nhà nước pháp quyền.
EU giúp đỡ tài chính để Serbia thực hiện những chương này. Từ 2007-2015 Serbia đã nhận được hơn 1,8 tỷ Euro. Riêng năm 2015 là 216,1 triệu Euro. Serbia sẽ nhận được tổng cộng từ 2014 tới 2020 khoảng 1,5 tỷ EUR.

## Địa lý
Serbia là ngã tư đường giữa Trung Âu, Nam Âu và Đông Âu, giữa bán đảo Balkan và Đồng bằng Pannonian. Serbia có tiềm năng rất lớn về vận tải đường thủy. Dù là một nước nằm kín trong lục địa, có khoảng 2000 km sông và kênh phù hợp với vận tải thủy, những sông lớn nhất là: Danube, Sava, Tisa, cùng với các sông Timiş và Begej, tất cả chúng nối Serbia với Bắc và Tây Âu (thông qua đường Kênh Rhine-Main-Danube – Biển Bắc), tới Đông Âu (qua Tisa, Timiş, Begej và các đường ra Biển Đen của sông Donau) và tới Nam Âu (qua sông Sava). Hai thành phố lớn nhất của Serbia – Belgrade và Novi Sad, cũng như Smederevo – có những cảng lớn trên sông Danube.
Vùng phía bắc đất nước nằm hoàn toàn bên trong Đồng bằng Pannonian Trung Âu. Mũi cực đông của Serbia kéo tới Đồng bằng Wallachian. Biên giới phía bắc đất nước là dãy Núi Carpathian, chạy suốt Trung Âu. Dãy Nam Carpathian gặp dãy Núi Balkan, theo dòng Velika Morava, một con sông dài 500 km (có thể giao thông thủy một phần). Đỉnh Midžor là đỉnh cao nhất ở đông Serbia ở độ cao 2156 m. Ở đông nam, dãy núi Balkan gặp dãy Núi Rhodope.
Núi Šar của Kosovo là biên giới với Albania, với một trong những đỉnh cao nhất trong vùng, Djeravica (2656 m). Dinaric Alps của Serbia chạy theo dòng chảy của sông Drina (với 350 km có thể giao thông thủy với các tàu nhỏ) nhìn lên những đỉnh núi Dinaric ở bờ đối diện thuộc Bosna và Hercegovina.
Hơn một phần tư diện tích Serbia (27%) là rừng. Năm 2010, theo kế hoạch, các vườn quốc gia sẽ chiếm 10% tổng diện tích lãnh thổ.

### Khí hậu
Khí hậu Serbia thay đổi từ khí hậu lục địa ở phía bắc, với các mùa đông lạnh, và các mùa hè nóng, ẩm với lượng mưa phân bố khá đều, và một kiểu khí hậu thiên về Adriatic ở phía nam với mùa hè và mùa thu nóng, khô và mùa đông khá lạnh với lượng mưa khá lớn trong đất liền. Những khác biệt về độ cao, sự gần gũi với Biển Adriatic và các châu thổ sông lớn, cũng như những cơn gió là nguyên nhân gây ra những sự khác biệt về khí hậu.
Vojvodina có kiểu khí hậu đặc trưng lục địa, với những khối không khí từ bắc và tây Âu tạo nên đặc trưng của nó. Nam và tây nam Seriba thuộc ảnh hưởng của vùng Địa Trung Hải. Tuy nhiên, dãy Dinaric Alps và các rặng núi khác cũng góp phần làm lạnh bớt hầu hết các khối không khí ấm. Mùa đông khá khắc nghiệt tại Sandžak bởi các dãy núi bao quanh cao nguyên.

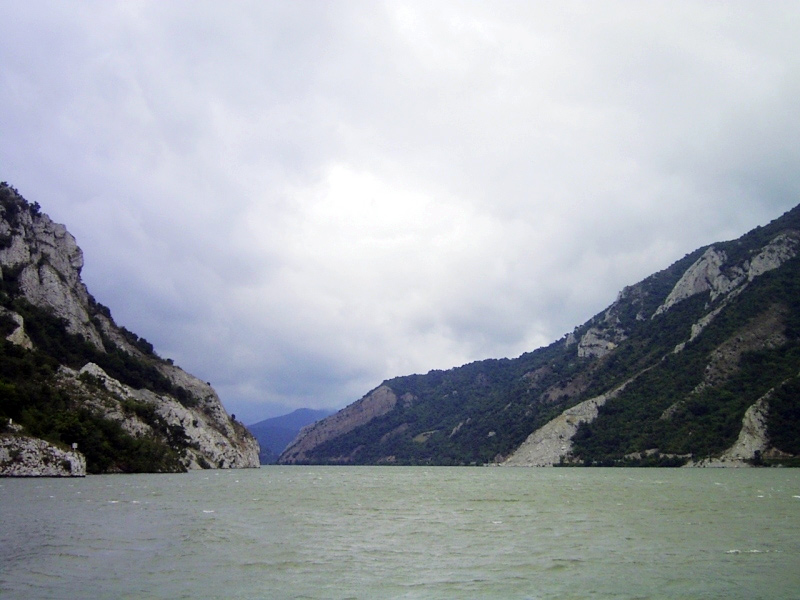
Vườn quốc gia Đerdap tại Cổng Sắt Danube

Nhiệt độ không khí trung bình năm trong giai đoạn 1961–90 của vùng này với độ cao lên tới 300 m là 10.9 °C. Các khu vực có độ cao từ 300 m tới 500 m có nhiệt độ trung bình năm khoảng 10.0 °C, và trên 1000 m khoảng 6.0 °C. Nhiệt độ thấp nhất ghi nhận được ở Serbia là –39.5 °C (-39 °F, 13 tháng 1 năm 1985, Karajukića Bunari tại Pešter), và cao nhất là 44.9 °C (113 °F, 24 tháng 7 năm 2007, Smederevska Palanka). Vào mùa hè năm 2007, nhiệt độ lên tới 46 °C ở Serbia (23 tháng 7; 114.8 °F).

### Vườn quốc gia
Serbia có 5 vườn quốc gia:
- Fruška Gora (250 km²)
- Kopaonik (120 km²)
- Tara (220 km²)
- Đerdap (640 km²)
- Núi Šar (390 km²)

### Môi trường
Việc bảo vệ môi trường tại Serbia được giám sát bởi Cơ quan Bảo vệ Môi trường Cộng hoà Serbia (SEPA), thuộc Bộ Khoa học và Bảo vệ Môi trường của Cộng hoà Serbia. Những cuộc ném bom của NATO năm 1999 đã gây ra những thiệt hại lâu dài về môi trường cho Serbia, với nhiều ngàn tấn chất độc hoá học được lưu trữ trong các nhà máy bị ném bom đã thẩm thấu ra đất, không khí và nước ảnh hưởng tới con người và các loài vật hoang dã.
Việc tái sử dụng vẫn đang là một hoạt động mới ở Serbia, với chỉ 15% rác thải được tái sử dụng, trong khi Bộ Khoa học và Bảo vệ Môi trường đang tiến tới việc cải thiện tình hình.
Cơ quan Sử dụng Năng lượng Hiệu quả Serbia (SEEA) đã được thành lập tháng 5 năm 2002. Là một tổ chức phi lợi nhuận quốc gia, nó phát triển và thực thi các chương trình và biện pháp, phối hợp và khuyến khích các hành động có chủ định nhằm hướng tới việc sử dụng tiết kiệm và tiết kiệm năng lượng, cũng như tăng hiệu năng của việc sử dụng năng lượng trong mọi khu vực tiêu thụ.
Nước này đang hướng tới mục tiêu sử dụng nhiều hơn nữa năng lượng tái tạo, một trạm điện gió 20 megawatt đang được phát triển tại Belo Blato như một phần của kế hoạch phát triển 300 megawatt điện.

## Chính phủ

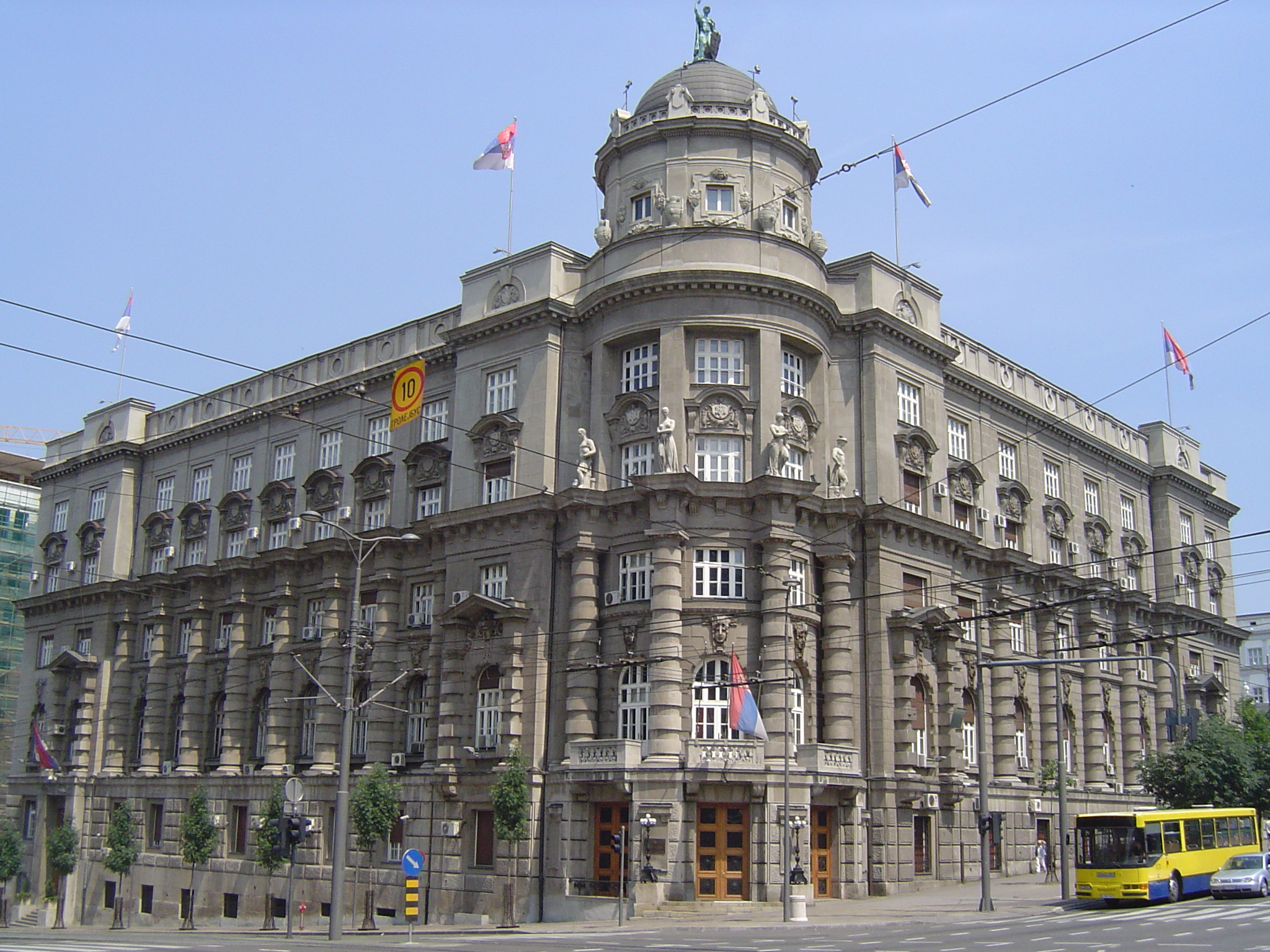
Toà nhà chính phủ Serbia

Ngày 4 tháng 2 năm 2003 nghị viện Liên bang Cộng hoà Nam Tư đã đồng ý một hình thức hợp tác yếu hơn giữa Serbia và Montenegro bên trong một nhà nước liên bang được gọi là Serbia và Montenegro. Liên minh ngừng tồn tại sau khi Montenegro và Serbia tuyên bố độc lập tháng 6 năm 2006.
Sau khi loại bỏ Slobodan Milošević ngày 5 tháng 10 năm 2000, nước này được lãnh đạo bởi Đối lập Dân chủ Serbia. Căng thẳng dần gia tăng bên trong liên minh cho tới khi Đảng Dân chủ Serbia (DSS) rời bỏ chính phủ, để Đảng Dân chủ (DS) toàn quyền kiểm soát chính phủ.
Serbia đã tổ chức cuộc trưng cầu dân ý trong hai ngày 28 và 29 tháng 10 năm 2006, phê chuẩn một hiến pháp mới thay thế hiến pháp thời kỳ Milošević.
Tổng thống Serbia hiện tại là Boris Tadić, lãnh đạo Đảng Tiến bộ Serbia. Ông đảm đương chức vụ này từ 31 tháng 5 năm 2017.
Serbia tổ chức cuộc bầu cử nghị viện ngày 21 tháng 5 năm 2008. Liên minh Vì một Serbia châu Âu do DS lãnh đạo tuyên bố chiến thắng, nhưng không có đa số tuyệt đối. Sau những cuộc đàm phán với liên minh trung tả quanh Đảng Xã hội chủ nghĩa Serbia (SPS) và các đảng của các sắc tộc thiểu số (người Hungary, Bosnia và Albania) một thoả thuận đã đạt được để hình thành một chính phủ mới, với thủ tướng là Mirko Cvetković.
Chính trị Serbia hiện nay có nhiều phe phái và chia rẽ sâu sắc giữa các đảng quốc gia và các đảng tự do ủng hộ gia nhập Liên minh châu Âu. Các vấn đề gồm các đề xuất tái lập chế độ quân chủ Serbia mà các thành viên hoàng gia đã nói rằng họ quan tâm tới việc thành lập một chế độ quân chủ lập hiến tại Serbia. Tuy nhiên, không một đảng lớn nào thực sự ủng hộ việc tái lập.

### Phân chia hành chính

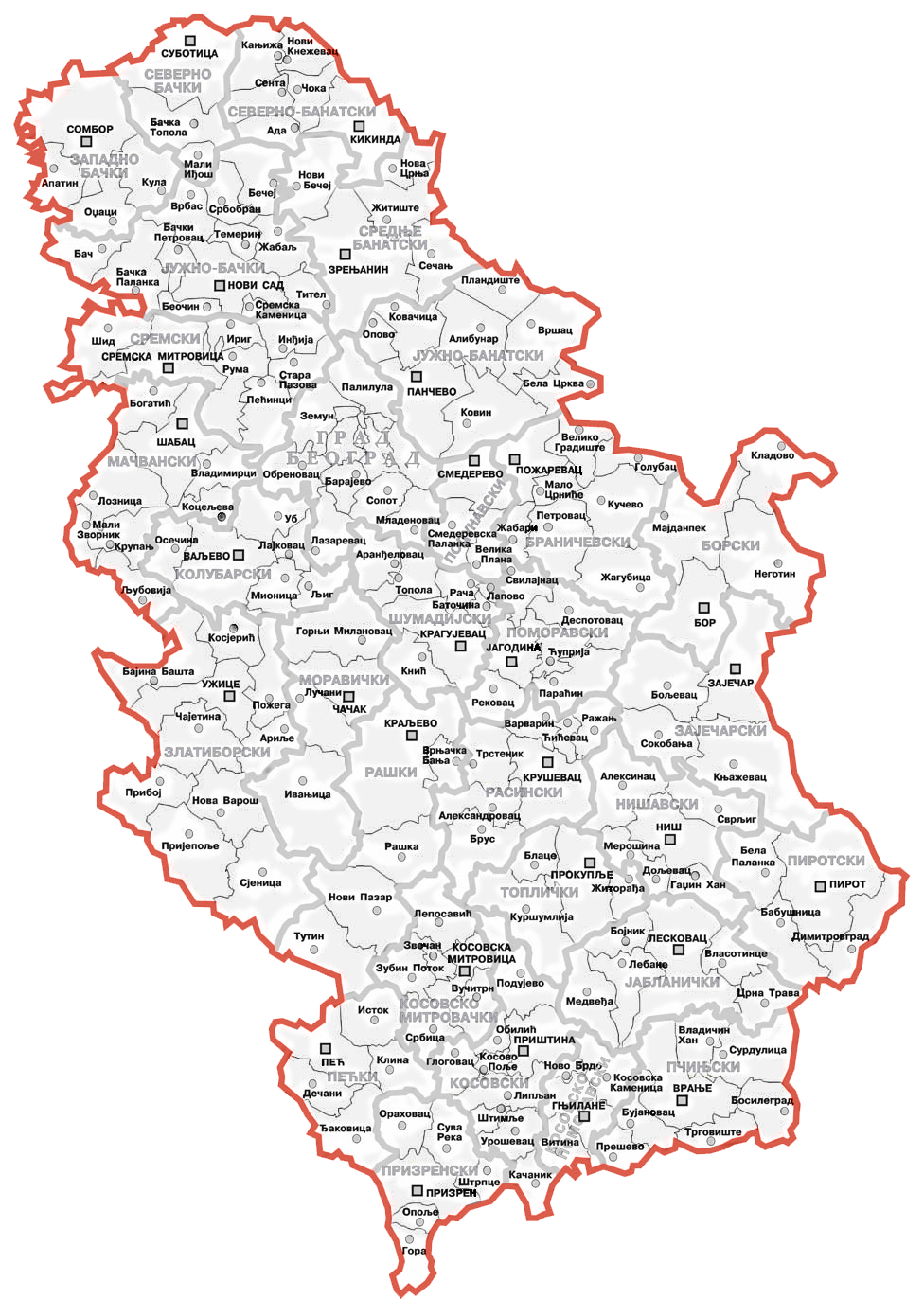

Serbia được chia thành 24 quận cộng với Thành phố Belgrade. Các quận và Thành phố Belgrade được chia nhỏ tiếp thành các đô thị. Serbia có 2 tỉnh tự trị: Vojvodina với (7 quận, 46 khu đô thị) và Kosovo và Metohija. Kosovo đã tuyên bố độc lập và hiện tại nằm dưới quyền hành chính của EULEX; (Xem Quá trình vị thế Kosovo); Kosovo đã tuyên bố độc lập ngày 17 tháng 2 năm 2008, nhưng bị Belgrade phản đối.
Phần của Serbia không thuộc Kosovo cũng không thuộc Vojvodina được gọi là Trung Serbia. Trung Serbia không phải là một khu vực hành chính, không giống như hai tỉnh tự trị, và không có chính phủ địa phương riêng. Trong tiếng Anh vùng này thường được gọi là "Serbia proper" (Serbia chuẩn) để biểu thị "phần của Cộng hoà Serbia không gồm các tỉnh Vojvodina và Kosovo", như Thư viện Hạ viện đặt ra. Việc sử dụng này cũng được dùng trong Serbo-Croatian trong thời Nam Tư (dưới hình thức "uža Srbija", dịch nghĩa: "Serbia hẹp"). Việc sử dụng trong tiếng Anh chỉ đơn giản có ý nghĩa địa lý, không có ý nghĩa chính trị.

### Nhân quyền
Trong báo cáo năm 2009 của mình, Hội đồng châu Âu ghi nhận những cải thiện trong quyền con người và quyền của người thiểu số tại Serbia, tuy vẫn chỉ ra một số vấn đề cần cải thiện hơn nữa.
Ân xá Quốc tế, dù khen ngợi những tiến bộ gần đây của Serbia trong việc truy tìm những nghi can và tội phạm chiến tranh cho toà án hình sự quốc tế Hague, đã kết luận trong một bản báo cáo dài 424 trang xuất bản năm 2009 rằng họ ghi nhận những sự lạm dụng tiếp tục với các tù nhân người Albani cũng như cách hành xử của cảnh sát vi phạm vào quyền của báo chí và dân cư Roma ở Serbia. Báo cáo cùng ghi chú rằng sự xung đột giữa các đảng chính trị địa phương và các nhóm Hồi giáo tiếp tục gây ra bạo lực ở vùng Sandzak phía nam Serbia và đe doạ sự ổn định.
Cũng có những báo cáo về việc cưỡng bức di cư với cộng đồng Roma tại Serbia vào tháng 4 năm 2009. Ân xá Quốc tế ghi chú rằng "Khoảng 250 người Romani, một số người Roma đã bị dời chỗ trong nội địa khỏi Kosovo, gồm cả trẻ nhỏ, người gà và người ốm yếu bị buộc phải tới các khu định cư tạm thời".

### Quân đội
Các lực lượng vũ trang Serbia thuộc Bộ quốc phòng. Các lực lượng vũ trang được chia thành Bộ tư lệnh lục quân, Bộ tư lệnh Phòng không và Không quân và Bộ tư lệnh huấn luyện. Là một nước nằm kín trong lục địa, Serbia không có hải quân nhưng có một Serbian River Flotilla như một đơn vị độc lập. Theo hiến pháp, tư lệnh các lực lượng vũ trang là Tổng thống đương nhiệm của Serbia.
Những cuộc chiến tranh và khủng hoảng hồi thập niên 1990 là gây ảnh hưởng đáng kể đến Quân đội, và họ gặp phải tình trạng thiếu hụt tài chính, nhân sự giảm từ 150,000 người, xuống 30,000 và tỷ lệ tuyển mộ thấp. Chi phí quân sự của Serbia đã giảm từ khoảng 5% GDP hồi cuối những năm 1990 xuống chỉ còn 2.1% năm 2009. Các biện pháp cải cách và chuyên nghiệp hoá toàn bộ (dự định hoàn thành vào cuối năm 2010) đang được tiến hành nhưng sự thiếu hụt tài chính đã làm chậm quá trình. Việc đăng ký nghĩa vụ quân sự vẫn là bắt buộc và thời gian phục vụ là 6 tháng, nhưng một số lượng lớn tân binh từ chối vì lý do đạo lý và thay vào đó phục vụ 9 tháng trong lĩnh vực dân sự.
Serbia tham gia vào chương trình Đối tác vì hoà bình, nhưng không muốn gia nhập NATO, vì sự phản đối khá mạnh của công chúng, phần lớn bởi việc NATO ném bom Nam Tư năm 1999.

## Nhân khẩu

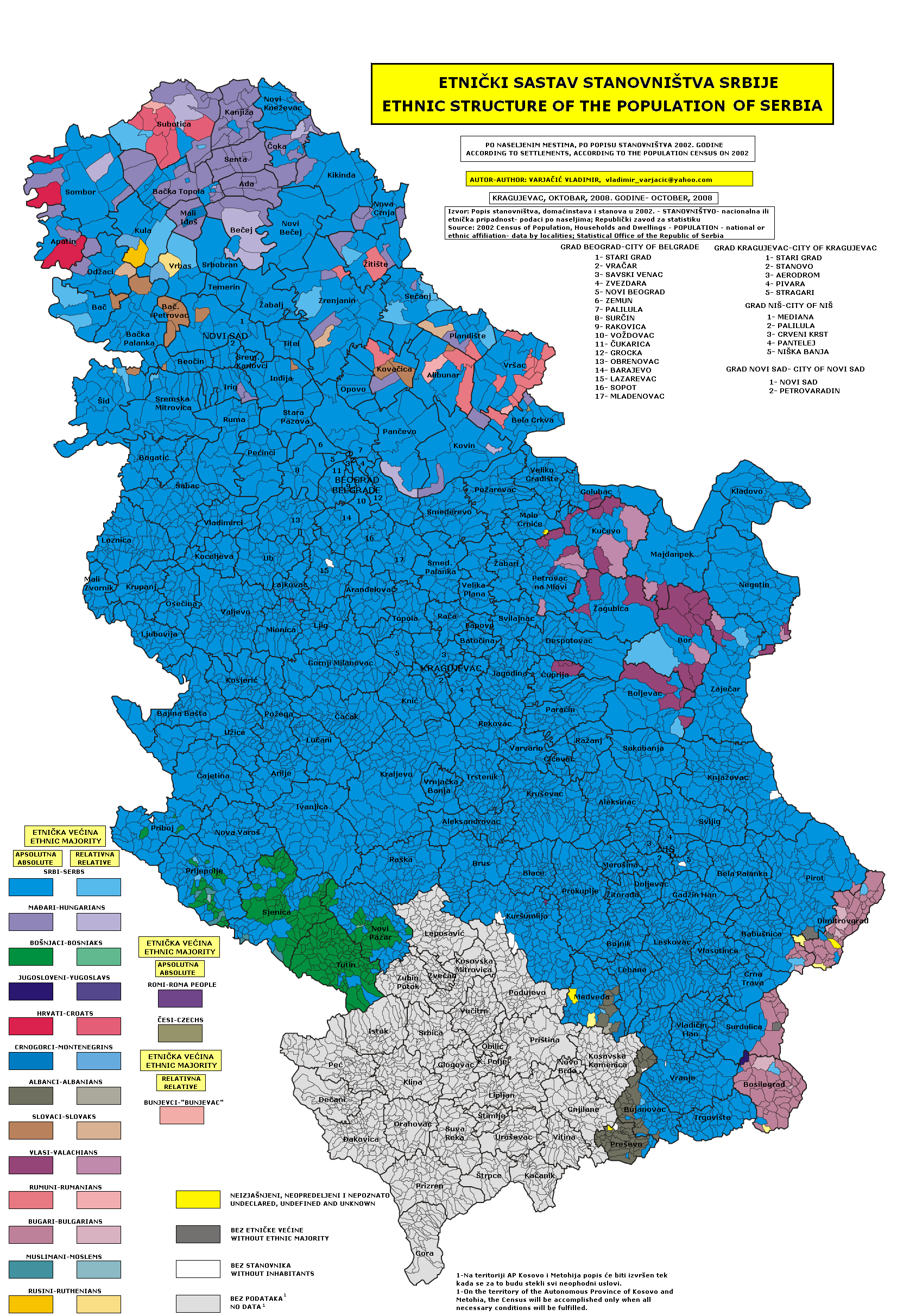
Bản đồ sắc tộc Serbia theo cuộc điều tra dân số năm 2002

- Serbia (Điều tra dân số năm 2002, không gồm Kosovo): 7,498,001[65]
  - Trung Serbia: 5,466,009
  - Vojvodina: 2,031,922

| \| Serbia (không gồm Kosovo) năm 2002 \| Serbia (không gồm Kosovo) năm 2002 \| Serbia (không gồm Kosovo) năm 2002 \| Serbia (không gồm Kosovo) năm 2002 \| Serbia (không gồm Kosovo) năm 2002 \| \| ---------------------------------- \| ---------------------------------- \| ---------------------------------- \| ---------------------------------- \| ---------------------------------- \| \| \| \| \| \| \| \| Người Serb \| Người Serb \| \| 82.86% \| 82.86% \| \| Người Hungary \| Người Hungary \| \| 3.91% \| 3.91% \| \| Người Bosnia \| Người Bosnia \| \| 1.82% \| 1.82% \| \| Người Roma \| Người Roma \| \| 1.44% \| 1.44% \| \| Người Slovak \| Người Slovak \| \| 1.08% \| 1.08% \| \| Người Đức \| Người Đức \| \| 0.1% \| 0.1% \| \| Khác \| Khác \| \| 9.79% \| 9.79% \| |               |  |        |        |
| Serbia (không gồm Kosovo) năm 2002 |               |  |        |        |
| |               |  |        |        |
| Người Serb | Người Serb    |  | 82.86% | 82.86% |
| Người Hungary | Người Hungary |  | 3.91%  | 3.91%  |
| Người Bosnia | Người Bosnia  |  | 1.82%  | 1.82%  |
| Người Roma | Người Roma    |  | 1.44%  | 1.44%  |
| Người Slovak | Người Slovak  |  | 1.08%  | 1.08%  |
| Người Đức | Người Đức     |  | 0.1%   | 0.1%   |
| Khác | Khác          |  | 9.79%  | 9.79%  |

Người Serb là nhóm sắc tộc lớn nhất, với nhiều nhóm thiểu số gồm người Hungary, người Bosnia, người Albania, người Roma, người Croat, người Czech và người Slovak, người Macedonia, người Bulgaria, người Romania, người Đức, và người Trung Quốc. Theo những đánh giá của Liên hiệp quốc, từ 450,000 tới 500,000 người Roma sống tại Serbia. Cộng đồng người Đức thiểu số tại Vojvodina đông hơn so với quá khứ (336,430 năm 1900, hay 23.5% dân số). Tỉnh phía bắc của Vojvodina đa dạng về sắc tộc và tôn giáo.
Theo cuộc điều tra dân số chính thức mới nhất các dữ liệu được thu thập năm 2002, thành phần sắc tộc của Serbia gồm:
| Ethnic Composition (2002 census) |           |          |  |  |  |  |  |  |  |
| Nhóm sắc tộc                     | Dân số    |          |  |  |  |  |  |  |  |
| Người Serb                       | 6,212,000 | (82.86%) |  |  |  |  |  |  |  |
| Người Hungary                    | 293,172   | (3.91%)  |  |  |  |  |  |  |  |
| Người Bosnia                     | 136,464   | (1.82%)  |  |  |  |  |  |  |  |
| Người Roma                       | 107,971   | (1.44%)  |  |  |  |  |  |  |  |
| Yugoslavs                        | 80,978    | (1.08%)  |  |  |  |  |  |  |  |
| Người Croat                      | 70,602    | (0.94%)  |  |  |  |  |  |  |  |
| Người Slovak                     | 57,900    | (0.89%)  |  |  |  |  |  |  |  |
| Người Đức                        | 5,200     | (0,1%)   |  |  |  |  |  |  |  |
| Khác (mỗi nhóm chưa tới 1%)      | 474,323   | (9.79%)  |  |  |  |  |  |  |  |
| TỔNG                             | 7,498,001 |          |  |  |  |  |  |  |  |
|                                  |           |          |  |  |  |  |  |  |  |

Cuộc điều tra dân số không được tiến hành ở tỉnh Kosovo miền nam Seriba, nằm dưới quyền quản lý hành chính của Liên hiệp quốc. Tuy nhiên, theo những ước tính của Liên minh châu Âu, tổng dân số được ước tính là 1,350,000 người, trong số đó 90% là người Albani, 8% là người Serb và các nhóm khác 2%. Cũng có khoảng 200,000 người Serb và những người tị nạn khác bị trục xuất khỏi Kosovo. Người tị nạn và IDPs tại Serbia chiếm khoảng 7% tới 7.5% dân số - khoảng một nửa triệu người tị nạn xin tị nạn trong nước sau một loạt các cuộc chiến tranh Nam Tư (chủ yếu từ Croatia, ở một mức độ nào đó là người Bosna và Hercegovina và IDPs từ Kosovo, vốn là nhóm đông nhất với hơn 200,000 nghìn người) Serbia là nước có số người tị nạn đông nhất châu Âu.
Mặt khác, ước tính 500,000 người đã rời Serbia chỉ riêng trong thập niên 90. Một số lượng lớn là những người có học thức. Serbia là nước có dân số già thứ tư trên hành tinh, chủ yếu bởi sự di cư lớn và tỷ lệ sinh thấp, và dự đoán sẽ tiếp tục trong tương lai xa.
Các thành phố

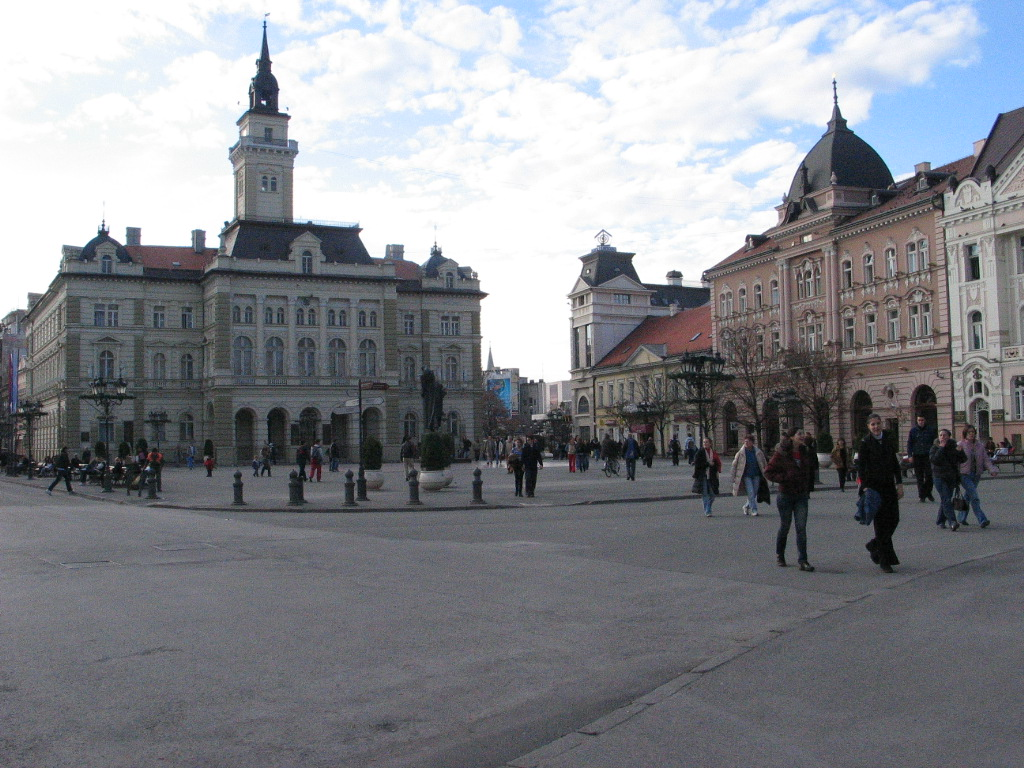
Quảng trường Novi Sad

Các thành phố được công nhận chính thức (hơn 100,000 ở mức độ đô thị)—dữ liệu cuộc điều tra dân số năm 2002 (2005/2007 data for Novi Sad/Belgrade).
| Thành phố  | Dân số    | Dân số    |
| Thành phố  | Đô thị    | Thủ phủ   |
| ---------- | --------- | --------- |
| Belgrade   | 1,576,124 | 1,710,000 |
| Novi Sad   | 255,071   | 333,895   |
| Niš        | 236,722   | 252,131   |
| Kragujevac | 175,473   | 211,580   |
| Subotica   | 99,471    | 147,758   |
| Zrenjanin  | 79,545    | 131,509   |
| Leskovac   | 78,030    | 156,252   |
| Smederevo  | 77,808    | 109,867   |
| Pančevo    | 77,087    | 127,162   |
| Kruševac   | 75,256    | 131,368   |
| Čačak      | 73,217    | 117,012   |
| Užice      | 63,577    | 83,022    |
| Valjevo    | 61,035    | 96,761    |
| Kraljevo   | 57,411    | 121,707   |
| Šabac      | 55,240    | 122,893   |
| Vranje     | 55,052    | 87,288    |
| Novi Pazar | 54,604    | 85,249    |
| Sombor     | 51,471    | 97,263    |

- Các thành phố lớn trong tỉnh tranh cãi Kosovo và Metohija như Priština, Prizren, Peć và Kosovska Mitrovica không phải là đối tượng của cuộc điều tra dân số năm 2002.

### Tôn giáo
| Tôn giáo tại Serbia (2011)   | Tôn giáo tại Serbia (2011)   | Tôn giáo tại Serbia (2011) | Tôn giáo tại Serbia (2011) | Tôn giáo tại Serbia (2011) |
| ---------------------------- | ---------------------------- | -------------------------- | -------------------------- | -------------------------- |
| Tôn giáo                     | Tôn giáo                     |                            | Tỷ lệ                      | Tỷ lệ                      |
| Chính thống giáo Đông phương | Chính thống giáo Đông phương |                            | 84.5%                      | 84.5%                      |
| Công giáo La Mã              | Công giáo La Mã              |                            | 6%                         | 6%                         |
| Hồi giáo                     | Hồi giáo                     |                            | 3%                         | 3%                         |
| Tin lành                     | Tin lành                     |                            | 1%                         | 1%                         |

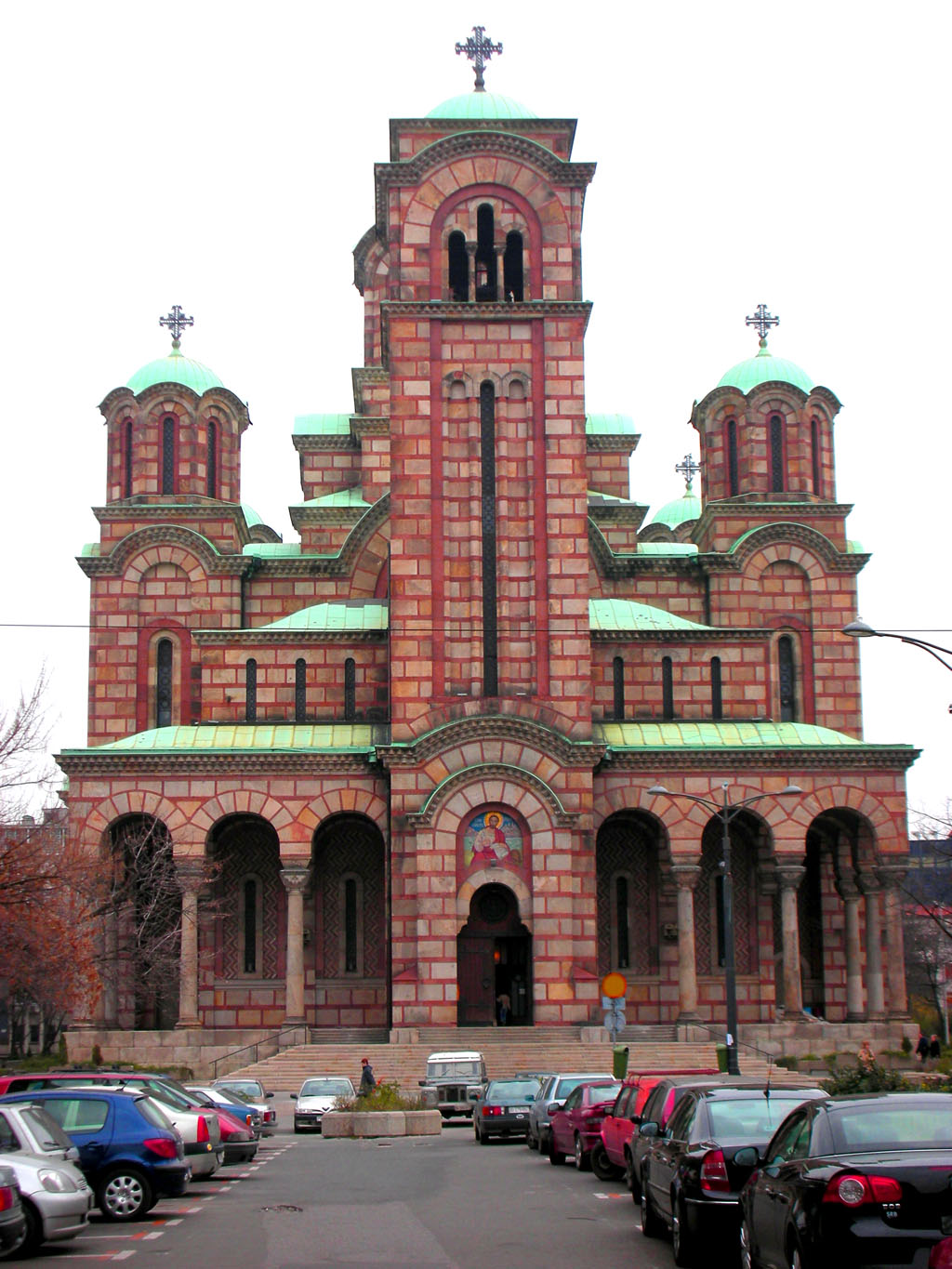
Nhà thờ Thánh Mark tại Belgrade

Trong nhiều thế kỷ thay đổi biên giới tôn giáo giữa Chính thống giáo Đông phương và Công giáo La Mã, tiếp đó là sự xuất hiện của Hồi giáo, Serbia vẫn là một trong những nước đa dạng tôn giáo nhất châu Âu. Trong nhiều thế kỷ, các tôn giáo khác nhau tại Serbia vẫn chủ yếu ở tại các vùng đô thị: tỉnh Vojvodina 25% Công giáo và Tin lành, trong khi các vùng Trung Serbia và Belgrade có hơn 90% dân theo Chính thống giáo. Kosovo gồm cộng đồng đa số 90% người Albania Hồi giáo.
Trong các Giáo hội Chính thống Đông phương, Giáo hội Chính thống Serbia nằm xa nhất ở phía tây. Theo cuộc điều tra dân số năm 2002, 82% dân số Serbia (không gồm Kosovo) hay 6,2 triệu người tuyên bố quốc tịch là người Serb, đa số họ theo Nhà thờ Chính thống Serbia. Các cộng đồng Chính thống giáo khác tại Serbia gồm Montenegrins, người Romania/Vlachs, Macedonia, Bulgaria vân vân. Tổng cộng họ chiếm khoảng 84% toàn bộ dân số.
Công giáo hầu như chỉ có mặt tại Vojvodina (chủ yếu ở vùng phía bắc), nơi hầu hết 20% dân số vùng là các nhóm sắc tộc nhỏ như người Hungary, người Slovak, người Croat, người Bunjevci, người Czechs... Ước tính có 433,000 người được rửa tội theo Công giáo tại Serbia, khoảng 6,2% dân số, chủ yếu ở miền bắc Serbia.

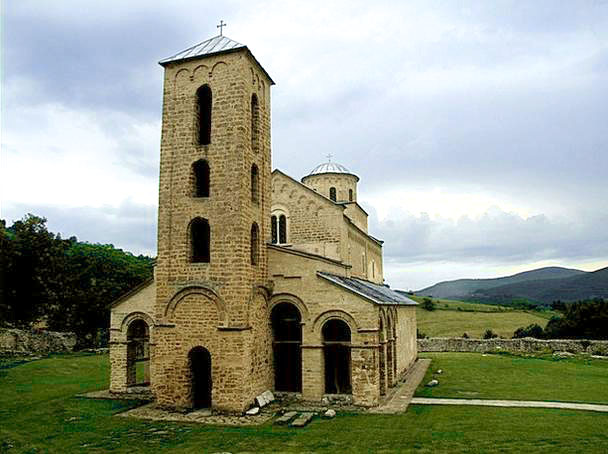
Tu viện Sopoćani, được UNESCO

Tin lành chiếm khoảng 1.5% dân số đất nước. Hồi giáo có một lịch sử mạnh tại các vùng phía nam Serbia – Raska và nhiều khu độ thị ở phía đông nam. Người Bosnia là cộng đồng Hồi giáo lớn nhất Serbia với khoảng 140,000 người (2%), tiếp đó là người Albania (1%), người Thổ, người Ả Rập vân vân.
Với việc trục xuất người Do Thái khỏi Tây Ban Nha trong thời kỳ Thẩm tra nổi tiếng, hàng nghìn gia đình và cá nhân phải bỏ chạy qua châu Âu tới Balkan. Một số lượng lớn định cư ở Serbia và trở thành một phần dân cư. Họ được chấp nhận và trong những thế hệ tiếp sau đa số đã đồng hoá hay trở thành truyền thống hay thế tục, chứ không còn là những người Do thái chính thống như trước nữa. Sau này với những cuộc chiến tranh trong vùng dẫn tới một phần lớn người Do thái Seriba phải di cư khỏi châu Âu.

## Kinh tế

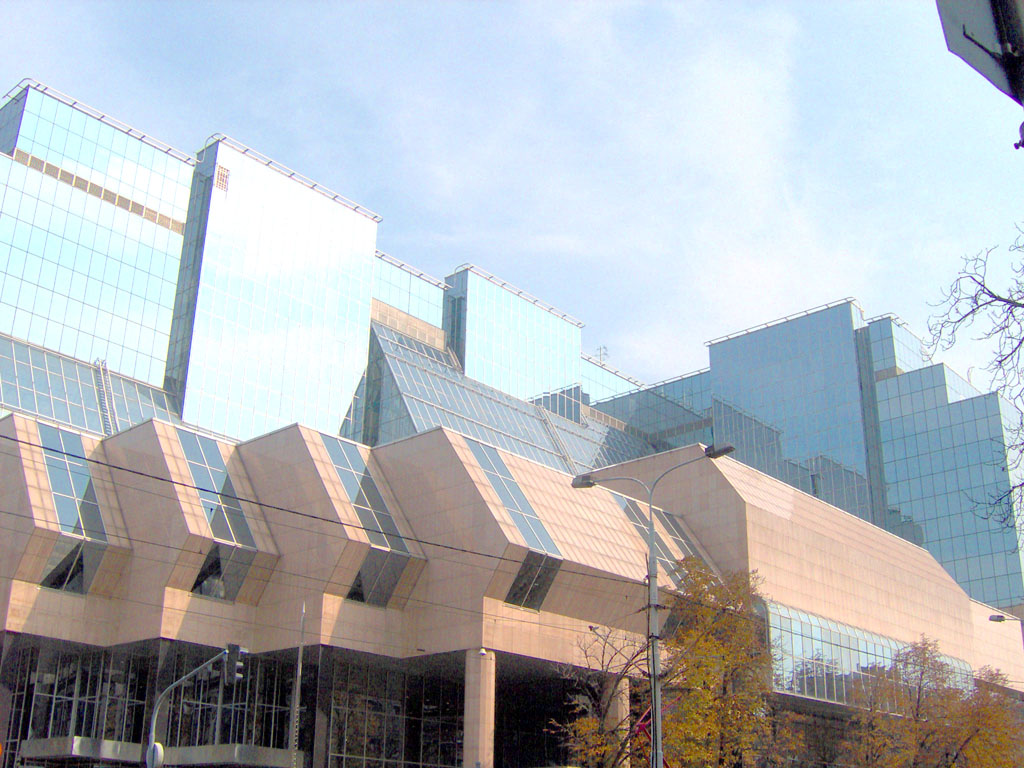
Ngân hàng Quốc gia Serbia

Với GDP theo PPP năm 2016 ước tính ở mức $37.755 tỷ ($14,939 trên đầu người PPP), Cộng hoà Serbia là nền kinh tế có mức thu nhập trên trung bình theo xếp hạng của Ngân hàng Thế giới. FDI (Đầu tư Trực tiếp Nước ngoài) năm 2006 là $5.85 tỷ hay €4.5 tỷ. FDI năm 2007 đạt $4.2 tỷ trong khi GDP trên đầu người được ước tính đạt $6,781 (tháng 4 năm 2009). Tỷ lệ tăng trưởng GDP tăng 6.3% (2005), 5.8% (2006), reaching 7.5% in 2007 and 8.7% in 2008 là nền kinh tế tăng trưởng nhanh nhất trong vùng. Theo dữ liệu của Eurostat, GDP PPS của Serbia trên đầu người đứng ở mức 37% của mức trung bình của EU năm 2008.
Ở điểm đầu cuộc chuyển tiếp kinh tế năm 1989, nền kinh tế có những dấu hiệu phát triển tốt. Nhưng lệnh cấm vận kinh tế từ năm 1992 đến năm 1995, cũng như những tàn phá với ngành công nghiệp trong cuộc Chiến tranh Kosovo đã huỷ hoại không khí kinh tế bên trong Serbia. Việc mất các thị trường Nam Tư cũ và khối Comecon ảnh hưởng nặng nề đến xuất khẩu.
Sau khi nhân dân lật đổ cựu Tổng thống Nam Tư Milošević tháng 10 năm 2000, đất nước này đã có giai đoạn phát triển kinh tế nhanh chóng, và đang chuẩn bị trở thành thành viên của Liên minh châu Âu, đối tác thương mại lớn nhất của họ.
Sự hồi phục của nền kinh tế vẫn gặp phải nhiều trở ngại, trong số đó có nạn thất nghiệp (14%) thâm hụt thương mại xuất/nhập khẩu cao và khoản nợ khá lớn của đất nước. Serbia hy vọng nước này sẽ có một số xung lực cho phát triển và tăng trưởng cao trong những năm tới. Với tỷ lệ tăng trưởng cao trong những năm gần đây, trung bình ở mức 6.6% trong ba năm qua, những nhà phân tích nước ngoài thỉnh thoảng gọi Serbia là "Con hổ Balkan".

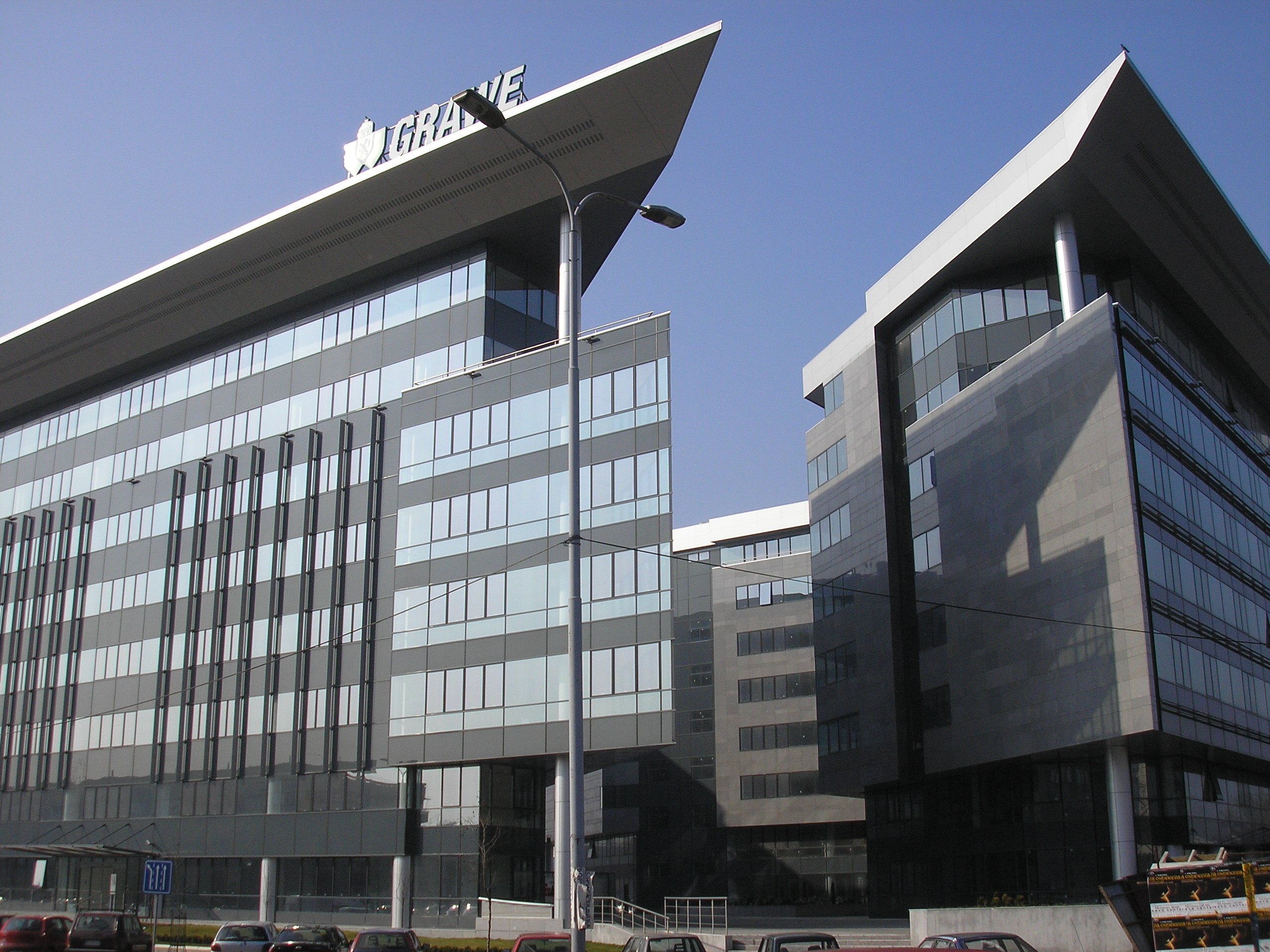
Toà nhà thương mại Novi Beograd

Một phần nhờ thoả thuận thương mại tự do với Liên minh châu Âu mà Serbia là một thành viên liên kết, Serbia là quốc gia duy nhất của châu Âu bên ngoài Liên Xô cũ có các thoả thuận thương mại tự do với Nga và, gần đây hơn, là Belarus. Một phần nhờ những thoả thuận kinh tế với cả Đông và Tây Âu, những bước đó sẽ sớm được thực hiện với Thổ Nhĩ Kỳ và Iran. Theo cách này Serbia hy vọng tạo lập một nền kinh tế theo hướng thị trường.
Các doanh nghiệp lớn đang đầu tư tại Serbia gồm: US Steel, Philip Morris, Microsoft, FIAT, Coca-Cola, Lafarge, Siemens, Carlsberg và các công ty khác . 
Trong lĩnh vực năng lượng, các công ty lớn của Nga Lukoil và Gazprom đã đầu tư mạnh vào đây .
Lĩnh vực ngân hàng đã thu hút các khoản đầu tư từ Banca Intesa (Ý), Credit Agricole và Societe Generale (Pháp), HVB Bank (Đức), Erste Bank (Áo), Eurobank EFG và Piraeus Bank (Hy Lạp), và các công ty khác 
. Citibank có trụ sở tại Mỹ, đã mở văn phòng đại diện tại Belgrade vào tháng 12 năm 2006 .
Trong lĩnh vực thương mại, các nhà đầu tư nước ngoài lớn nhất là công ty Intermarche của Pháp, Metro Cash & Carry của Đức, Veropoulos của Hy Lạp, và Mercator của Slovenia.
Serbia trồng khoảng một phần ba số quả mâm xôi của thế giới và đang đứng đầu về xuất khẩu sản phẩm đông lạnh.

### Viễn thông

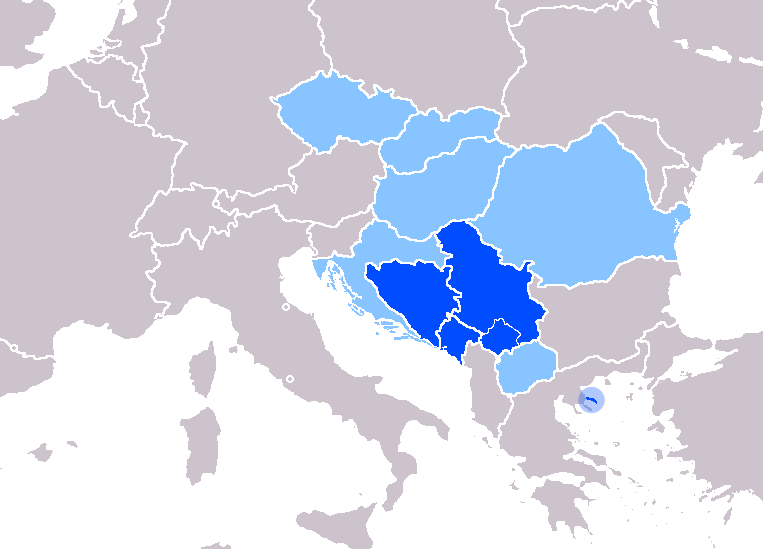
Màu xanh sáng thể hiện sự công nhận tiếng Serbia là ngôn ngữ thiểu số, xanh đậm là ngôn ngữ chính thức.

89% hộ gia đình Serbia có điện thoại cố định, và số lượng người sử dụng điện thoại di động đã vượt quá số dân Serbia 23%, với 9,21 triệu số (7,5 triệu công dân). (Telekom Srbija–5,6 triệu, Telenor có 3,1 triệu người sử dụng và Vip mobile chiếm số còn lại). 24 tháng 8 năm 2008 42% hộ gia đình có máy tính, 33% sử dụng internet, và 42% có truyền hình cáp, khiến nước này đứng trước một số thành viên của EU.

### Vận tải

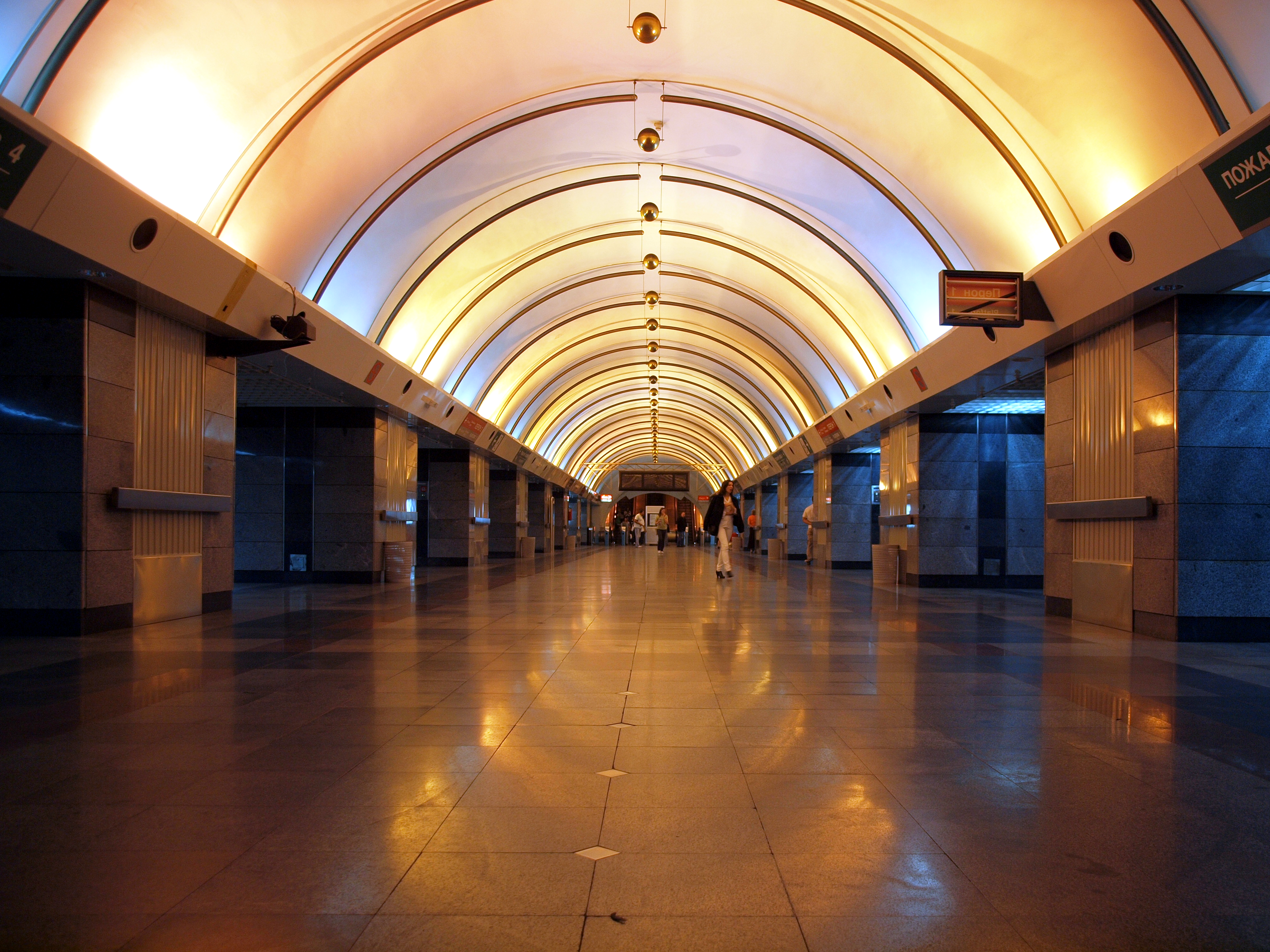
Tàu điện ngầm Belgrade

Serbia sở hữud một trong những hãng hàng không già nhất thế giới, Jat Airways, được thành lập năm 1927. Có 3 sân bay quốc tế tại Serbia: Sân bay Belgrade Nikola Tesla, Sân bay Niš Constantine Đại đế và Sân bay quốc tế Vršac và một sân bay tại Kosovo, Sân bay quốc tế Pristina.
Các nhà sử học cho rằng toàn bộ Serbia, và đặc biệt là châu thổ Morava, là "ngã tư đường giữa Đông và Tây", đây là một trong những lý do chính khiến nước này có một lịch sử đầy xáo trộn. Con đường châu thổ Morava, tránh những vùng núi non, là con đường dễ dàng nhất trên bộ giữa lục địa châu Âu tới Hy Lạp và Tiểu Á. Serbia hiện đại là nước đầu tiên trong vùng xây dựng các tuyến đường sắt năm 1858 tuyến đường đầu tiên tới Vrsac, và sau đó tới Áo-Hung (tới năm 1882 tuyến đường tới Belgrade và Niš đã hoàn thành). Đường sắt Serbian quản lý toàn bộ mạng lưới đường trong nước.
Các tuyến đường châu Âu E65, E70, E75 và E80, cũng như các đường E662, E761, E762, E763, E771, và E851 đi qua toàn bộ đất nước. Tuyến đường E70 phía tây từ Belgrade và hầu hết tuyến đường E75 là các đường cao tốc hiện đại hay có tiêu chuẩn motorway / autobahn hay gần đạt như vậy. Ở thời điểm năm 2005, Serbia có 1,481,498 ô tô đã đăng ký, 16,042 xe máy, 9,626 xe buýt, 116,440 xe tải, 28,222 phương tiện vận tải đặc biệt, 126,816 máy kéo và 101,465 xe container.
Sông Donau, đường kết nối Trung Âu tới Biển Đen, chảy xuyên Serbia. Thông qua kênh Danube-Rhine-Mein cũng có thể tiếp cận tới Biển Bắc. Sông Tisza là đường kết nối với hầu thết Đông Âu trong khi sông Sava nối nó với các nước cộng hoà phía tây của Nam Tư cũ gần Biển Adriatic.

### Du lịch
xxxxnhỏ|trái|Tu viện Studenica, được UNESCO bảo vệ]]
Chính phủ, các doanh nghiệp và công dân Serbia tập trung ngành du lịch của mình vào các làng và các ngọn núi của đất nước. Các khu nghỉ dưỡng nổi tiếng nhất tại vùng núi là Zlatibor, Kopaonik, và Tara. Cũng có nhiều khu spa tại Serbia, một trong những khu lớn nhất là Vrnjačka Banja. Các khu spa khác gồm Soko Banja và Niška Banja. Có khá nhiều du khách tại các thành phố lớn như Belgrade, Novi Sad và Niš, nhưng cũng có nhiều người tới các vùng nông thôn Serbia như kỳ quan núi lửa Đavolja varoš, Con đường hành hương Thiên chúa giáo xuyên qua đất nước và chạy dọc theo sông Danube, Sava hay Tisza. Có nhiều lễ hội dân chúng được tổ chức tại Serbia, như EXIT Festival (được tuyên bố là festival hay nhất của châu Âu bởi UK Festival Awards 2007 và Yourope, Hiệp hội Festival của 40 festival lớn nhất của châu Âu) và Guča trumpet festival. 2,2 triệu du khách tới Serbia năm 2007, tăng 15% so với năm 2006.

## Văn hoá

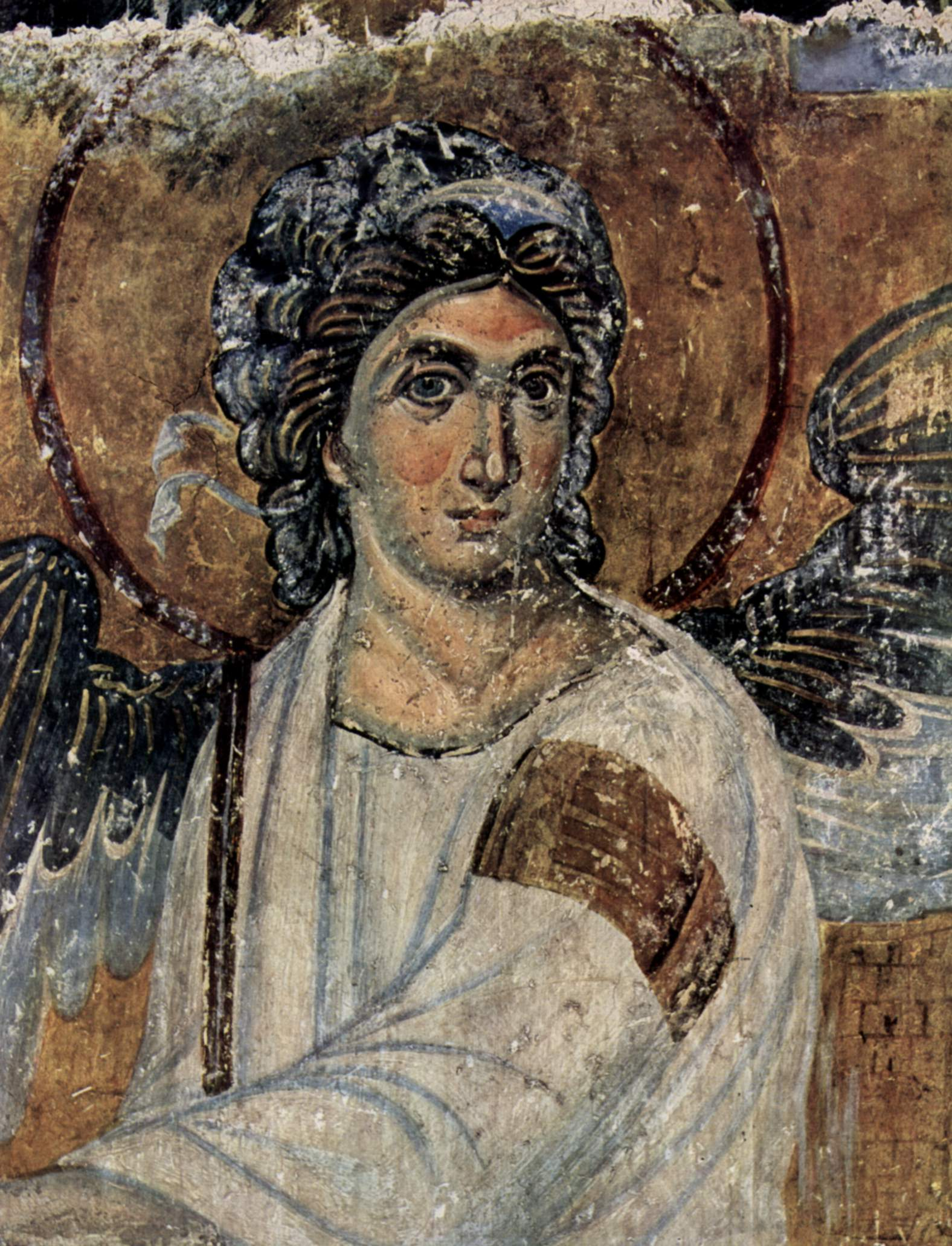
Thiên thần trắng tại tu viện Mileševa, thập niên 1230, giai đoạn Latin của nghệ thuật Byzantine art

Trong nhiều thế kỷ của sự xê dịch các biên giới giữa Đông và Tây, Serbia đã bị chia rẽ giữa: Đông và Tây các phần của Đế chế Roma; giữa Vương quốc Hungary, Đế chế Bulgaria, Vương quốc Frankish và Byzantium; và giữa Đế chế Ottoman và Đế chế Áo (sau này là Áo-Hung), cũng như Venice ở phía nam. Kết quả của những sự chồng lấn ảnh hưởng đó là những đặc tính riêng biệt và tương phản mạnh giữa nhiều tôn giáo Serbia, vùng phía bắc của nó có nhiều quan hệ với Tây Âu và phần phía nam nghiêng về vùng Balkan và Biển Địa Trung Hải. 

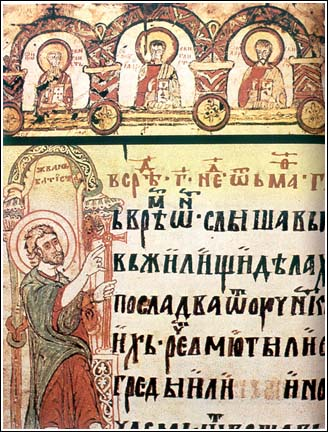
Phúc âm Miroslav, một trong những tài liệu cổ nhất còn lại được viết bằng chữ Slavơ Nhà thờ Serbia, 1186, Chương trình Hồi tưởng của Thế giới của UNESCO

Dù có những ảnh hưởng trái ngược đặc tính riêng của Serbia khá vững chắc, được miêu tả là "có ảnh hưởng phương tây hoá mạnh nhất của những người Chính thống giáo phía đông, cả về xã hội và văn hoá" theo Bách khoa toàn thư Lịch sử Thế giới (2001).
Ảnh hưởng của Đế chế Byzantine với Serbia rất sâu đậm, qua việc truyền bá Chính thống giáo Hy Lạp từ thế kỷ thứ VII trở về sau (ngày nay là Nhà thờ Chính thống Serbia). Những ảnh hưởng khác nhau cũng xuất hiện, đáng chú ý nhất là Ottoman, Hungarian, Áo và Venetian (người Serb ven biển). Người Serb đã sử dụng cả ký tự Cyrillic và ký tự Latin. các tu viện của Serbia, hầu hết được xây dựng trong Thời Trung Cổ, là các địa điểm có giá trị và đáng tham quan nhất về sự liên kết thời Trung cổ của Serbia với Đế chế Byzantine và Thế giới Chính thống giáo, nhưng Serbia cũng có quan hệ chặt chẽ với người Romanic (Tây) châu Âu Serbia từ thời Trung Cổ. Đa số các nữ hoàng Serbia vẫn còn được nhớ tới ngày nay trong lịch sử Serbia đều có nguồn gốc nước ngoài, gồm Hélène d'Anjou (một người chị/em họ của Charles I của Sicilia), Anna Dondolo (con gái của Doge của Venice, Enrico Dandolo), Catherine của Hungary, và Symonide của Byzantium.
Serbia có tám địa điểm văn hoá được xếp hạng trong danh sách địa điểm di sản thế giới của UNESCO: các tu viện Stari Ras và Sopoćani (được đưa vào năm 1979), Tu viện Studenica (1986), Khu phức hợp Serbia Trung cổ tại Kosovo, gồm: Tu viện Dečani, Our Lady of Ljeviš, Gračanica và Khu giáo trưởng Pec- (2004, đưa vào danh sách gặp nguy hiểm năm 2006), và Gamzigrad – Romuliana, Cung điện Galerius, được đưa vào năm 2007. Tương tự, có 2 công trình tưởng niệm văn hoá được đưa vào danh sách của UNESCO như một phần của Chương trình Tưởng niệm Thế giới: Phúc âm Miroslav, viết tay từ thế kỷ XII (được đưa vào năm 2005), và thư khố của Nikola Tesla (2003).
Bảo tàng nổi tiếng nhất tại Serbia là Bảo tàng Quốc gia, được thành lập năm 1844; nó lưu giữ bộ sưu tập hơn 400,000 vật trưng bày, (hưon 5600 bức tranh và 8400 bản in và bản vẽ) gồm nhiều bộ sưu tập hàng đầu từ nước ngoài và cuốn Miroslavljevo Jevanđelje. Hiện bảo tàng đang được xây dựng lại.
Bảo tàng nằm tại Belgrade.
- Xem thêm Các công trình văn hoá rất quan trọng

### Phim ảnh và nhà hát Serbia

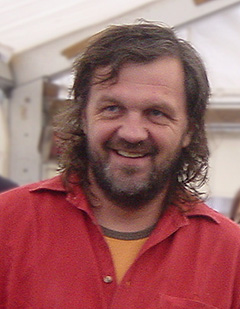
Emir Kusturica

Serbia có một truyền thống sân khấu mạnh với nhiều nhà hát. Nhà hát Quốc gia Serbia được thành lập năm 1861 và toà nhà được xây dựng từ năm 1868. Nhà hát bắt đầu trình diễn opera từ cuối thế kỷ XIX và những vở opera thường xuyên đã xuất hiện từ năm 1947. Nhà hát đã thành lập một công ty ballet.
Bitef, Festival Nhà hát Quốc tế Belgrade, là một trong những festival kịch cổ nhất thế giới. New Theatre Tendencies là phụ đề thường thấy của Festival. Được thành lập năm 1967, Bitef đã liên tục đi theo và ủng hộ những khuynh hướng kịch mới nhất. Nó đã trở thành một trong năm festival lớn nhất và quan trọng nhất châu Âu. Đây cũng là một trong những định chế văn hoá đáng chú ý nhất của Serbia.
Điện ảnh đã phát triển mạnh sau Thế Chiến II. Đạo diễn nổi tiếng nhất thời hậu chiến là Dušan Makavejev ông được quốc tế công nhận về vở diễn Love Affair: Or the Case of the Missing Switchboard Operator năm 1969 tập trung vào vấn đề chính trị Nam Tư. Vở Montenegro của Makavejev được thực hiện ở Thuỵ Điển năm 1981. Zoran Radmilović là một trong những diễn viên đáng chú ý nhất giai đoạn hậu chiến.
Điện ảnh Serbia vẫn tiếp tục phát triển dù có tình trạng hỗn loạn trong thập niên 1990. Emir Kusturica đã giành một giải Golden Palm cho Best Feature Film tại Cannes Film Festival với bộ phim Underground năm 1995. Năm 1998, Kusturica giành giải Silver Lion cho đạo diễn bộ phim Black Cat, White Cat.
Ở thời điểm năm 2001, có 167 rạp chiếu phim tại Serbia (không tính Kosovo và Metohija) và hơn 4 triệu người Serb tới rạp chiếu phim trong năm này. Năm 2005, San zimske noći (Một giấc mơ đêm mùa đông) được đạo diễn bởi Goran Paskaljević đã gây ra tranh cãi khi nó chỉ trích vai trò của Serbia trong các cuộc chiến tranh Nam Tư những năm 1990.

### Giáo dục

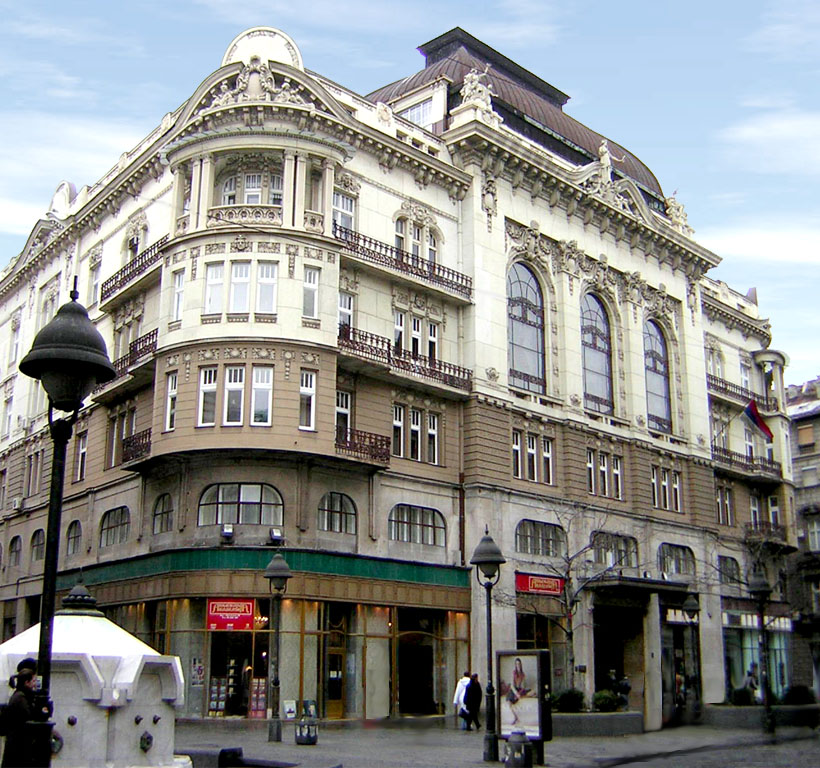
Viện hàn lâm Khoa học và Nghệ thuật Serbia

Giáo dục tại Serbia được quản lý bởi Bộ giáo dục. Giáo dục bắt đầu từ trường cơ sở các trường chuẩn bị. Trẻ em đăng ký vào các trường cơ sở (tiếng Serbia: Osnovna škola / Основна школа) khi lên 7 và học tại đó trong 8 năm.
Gốc rễ của hệ thống giáo dục Serbia có từ thế kỷ XI và XII khi những trường Công giáo đầu tiên được thành lập tại Vojvodina (Titel, Bač). Tuy nhiên, giáo dục Trung Cổ Serbia chủ yếu được tiến hành thông qua các tu viện Chính thống giáo Serbia (Sopocani, Studenica, Khu giáo trưởng Pec) bắt đầu từ sự trỗi dậy của Raska ở thế kỷ XII, khi người Serb đa số theo Chính thống giáo chứ không phải Công giáo.
Trường đại học đầu tiên ở Serbia được thành lập trong cuộc cách mạng Belgrade năm 1808 với tên gọi Trường Cao học Belgrade, tiền thân của Đại học Beograd ngày nay. Ví dụ, Khoa Luật Đại học Belgrade ngày nay là một trong những khoa hàng đầu về giáo dục pháp luật trong vùng. Trường (khoa) cổ nahát bên trong các biên giới hiện nay của Serbia có từ năm 1778; được thành lập tại thành phố Sombor, khi ấy thuộc Đế chế Habsburg, nó được biết dưới cái tên Norma và là trường sư phạm cổ nhất dạy tiếng Slavơ ở Nam Âu.

### Ngày lễ
Tất cả các ngày lễ ở Serbia tuân theo Luật quốc gia và các ngày lễ tại Cộng hoà Serbia (Zakon o državnim i drugim praznicima u Republici Srbiji). Những ngày lễ sau được áp dụng trên toàn quốc:
| Ngày                  | Tên | Ghi chú                                                                      |
| --------------------- | --- | ---------------------------------------------------------------------------- |
| 1 Tháng 1 / 2 Tháng 1 | Năm mới (Nova Godina)                                                                                         | ngày nghỉ                                                                    |
| 7 Tháng 1             | Giáng sinh (Božić) Chính thống                                                                                | ngày nghỉ                                                                    |
| 27 Tháng 1            | Ngày Saint Sava – Ngày duy linh (Savindan – Dan Duhovnosti)                                                   | ngày lễ có làm việc (để tưởng nhớ người sáng lập Nhà thờ Chính thống Serbia) |
| 15 tháng 2            | Candlemas – Ngày quốc gia (Sretenje – Dan državnosti)                                                         | ngày nghỉ lễ (tưởng nhớ cuộc Nổi dậy Serbia Đầu tiên)                        |
| 17 Tháng 4            | Thứ 6 Vĩ đại (Veliki petak) Chính thống                                                                       | ngày nghỉ lễ (chỉ cho năm 2009)                                              |
| 18 Tháng 4            | Thứ 6 Vĩ đại (Velika subota) Chính thống                                                                      | ngày nghỉ lễ (chỉ cho năm 2009)                                              |
| 19 Tháng 4            | Phục sinh (Vaskrs) Chính thống                                                                                | ngày nghỉ lễ (chỉ cho năm 2009)                                              |
| 20 Tháng 4            | Thứ 2 Phục sinh (Veliki ponedeljak) Chính thống                                                               | ngày nghỉ lễ (chỉ cho năm 2009)                                              |
| 1 Tháng 5 / 2 Tháng 5 | Quốc tế Lao động (Dan rada)                                                                                   | ngày nghỉ lễ                                                                 |
| 9 Tháng 5             | Ngày Chiến thắng (Dan pobede)                                                                                 | ngày lễ không nghỉ                                                           |
| 28 tháng 6            | Ngày Thánh Vitus – Ngày tưởng niệm những người ngã xuống vì đất nước (Vidovdan – Dan Srba palih za otadžbinu) | ngày lễ không nghỉ (tưởng nhớ Trận Kosovo năm 1389)                          |

Tương tự, các thành viên của các tôn giáo khác có quyền nghỉ vào ngày lễ của họ.

### Thể thao

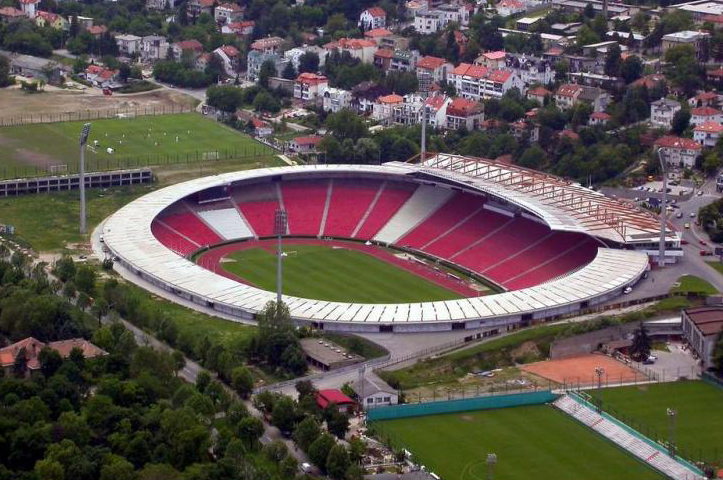
Stadion Crvena Zvezda, sân bóng đá lớn nhất Serbia

Thể thao tại Serbia hầu hết là các môn tập thể: bóng đá, bóng rổ, bóng nước, bóng chuyền, bóng ném, và gần đây hơn là quần vợt. Hai câu lạc bộ bóng đá chính tại Serbia là Sao Đỏ Beograd và FK Partizan, cả hai đều thuộc thủ đô Belgrade. Red Star là câu lạc bộ bóng đá duy nhất của Serbia và Nam Tư cũ từng thắng một giải của UEFA, giành Cúp C1 châu Âu 1990-91 tại Bari, Ý. Cũng năm đó tại Tokyo, Nhật Bản, câu lạc bộ giành Intercontinental Cup. Partizan là câu lạc bộ đầu tiên của Serbia tham gia vào vòng bảng của UEFA Champions League sau sự tan rã của Nam Tư cũ. Các trận đấu giữa hai đối thủ được gọi là "Derby bất diệt" (tiếng Serbia: Вечити дерби, Večiti derbi).

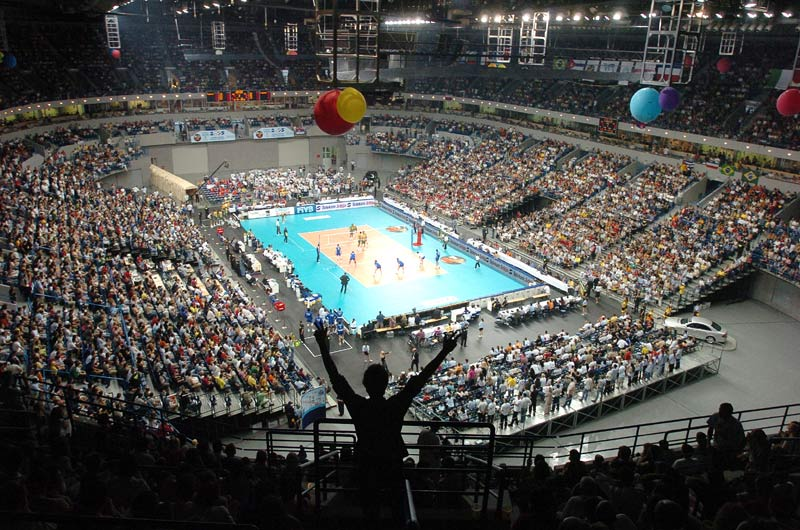
Belgrade Arena, một trong những địa điểm tổ chức thể thao ở châu Âu

Serbia là nước đăng cai EuroBasket 2005. FIBA coi đội tuyển bóng rổ quốc gia Serbia là thực thể thừa kế của đội tuyển bóng rổ quốc gia Nam Tư nổi tiếng. KK Partizan là vô địch châu Âu năm 1992, dù chơi tất cả ngoại trừ một trận (bán kết với Knorr) ở nước ngoài; FIBA quyết định không cho phép các đội của Nam Tư cũ chơi trận sân nhà tại các địa điểm trong nước mình, bởi sự thù địch công khai trong vùng. KK Partizan không được pphép bảo vệ ngôi vô địch ở mùa giải 1992–1993, vì lệnh cấm vận của Liên hiệp quốc. Các vận động viên Serbia đã để lại dấu ấn lớn trong lịch sử bóng rổ, gặt hái những thành công cả ở những giải vô địch hàng đầu châu Âu và tại NBA. Serbia là một trong những nước có truyền thống bóng rổ của thế giới, giành nhiều FIBA World Championship, nhiều Eurobasket và huy chương Olympic (mặc dù với tên gọi Nam Tư).

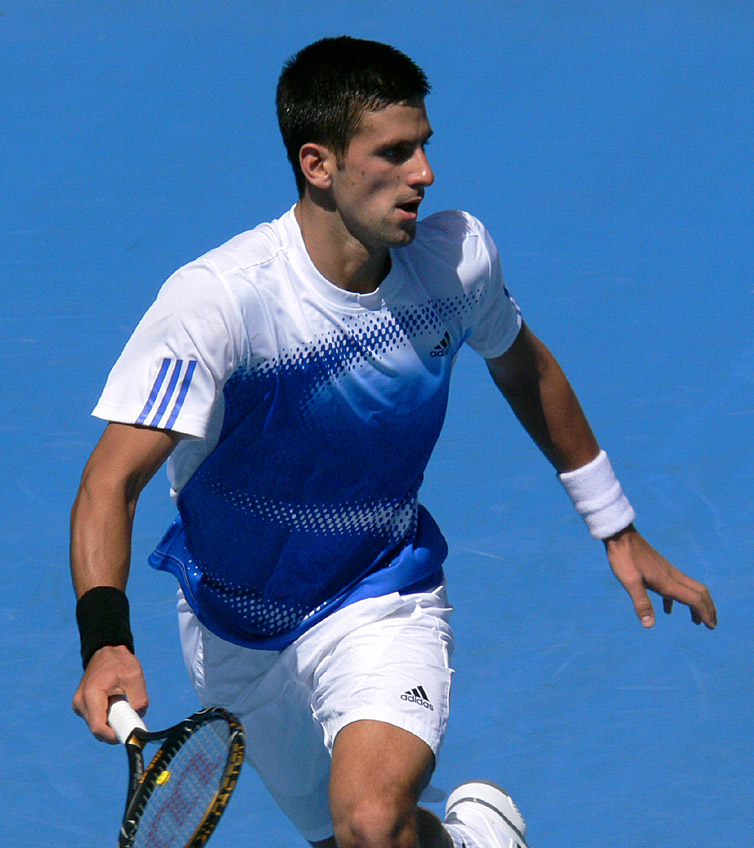
Novak Djokovic, một trong những tay vợt vĩ đại nhất mọi thời đại

Thủ đô Beograd của Serbia là nơi tổ chức Giải vô địch bóng nước nam châu Âu năm 2006. Đội tuyền bóng nước quốc gia Serbia trước kia là đội tuyền water polo nam quốc gia Nam Tư. Sau khi giành độc lập, Serbia đã giành chức vô địch châu Âu năm 2006, đứng thứ hai tại giải năm 2008 và giành huy chương đồng tại Thế vận hội Mùa hè 2008 được tổ chức ở Bắc Kinh. VK Partizan đã giành sáu danh hiệu vô địch châu Âu và là đội có lịch sử thành công thứ hai ở châu Âu môn water polo.
Serbia và Ý là các quốc gia đồng tổ chức Giải vô địch bóng chuyền nam châu Âu 2005. Đội tuyền bóng chuyền nam quốc gia Serbia là đội kế thừa trực tiếp của đội tuyển bóng chuyền nam quốc gia Nam Tư. Sau khi giành độc lập, Serbia đã giành huy chương đồng tại Giải vô địch bóng chuyền nam châu Âu 2007 tổ chức ở Moskva.
Các vận động viên quần vợt người Serbia như Novak Djokovic, Ana Ivanović, Jelena Janković, Nenad Zimonjić và Janko Tipsarević rất thành công và đã góp phần vào sự phổ biến của môn thể thao này tại Serbia.
Milorad Čavić và Nađa Higl môn bơi lội, Olivera Jevtić, Dragutin Topić môn điền kinh, Aleksandar Karakašević môn bóng bàn, Jasna Šekarić môn bắn súng là những vận động viên nổi tiếng ở Serbia.

## Hình ảnh

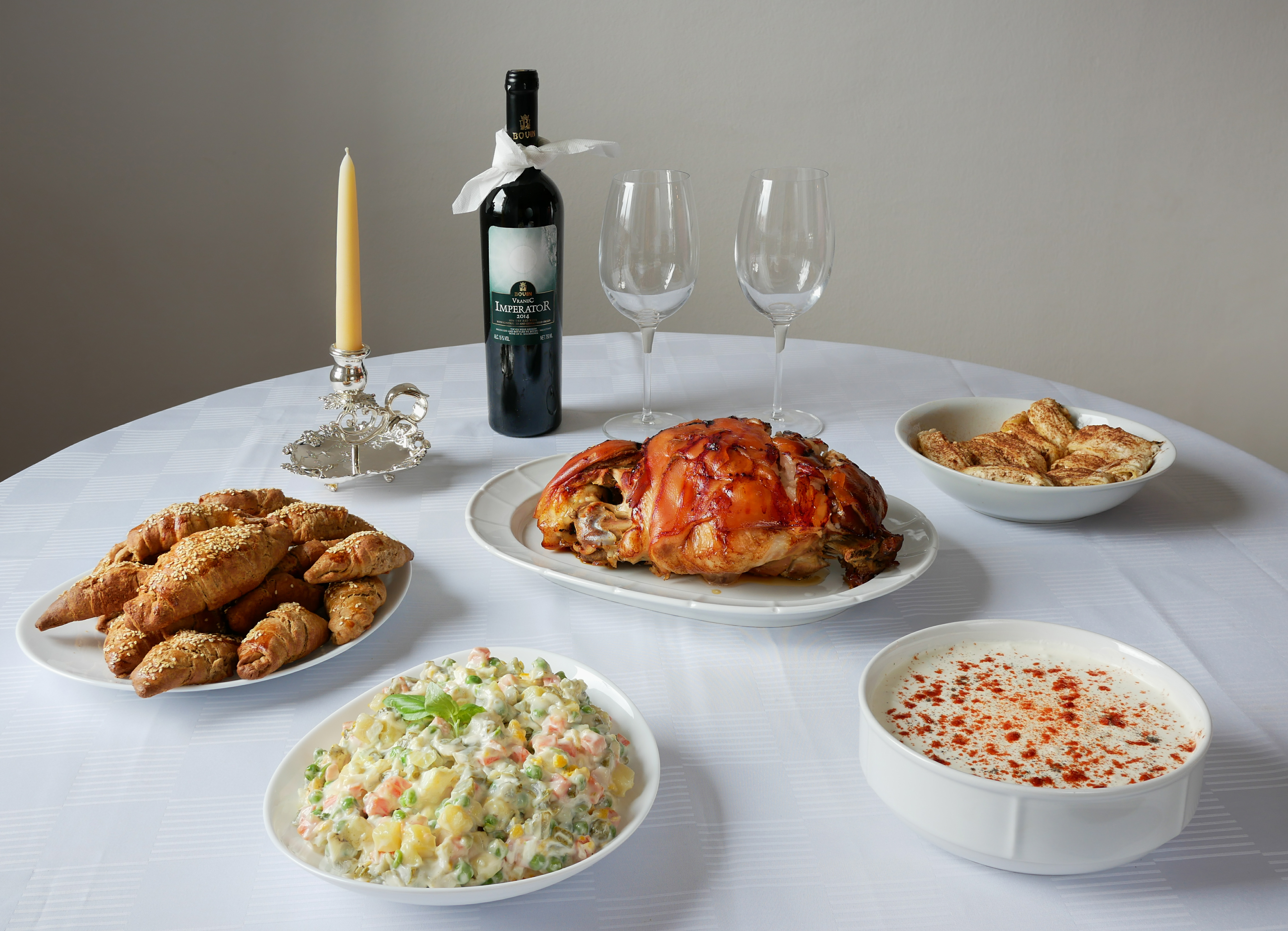
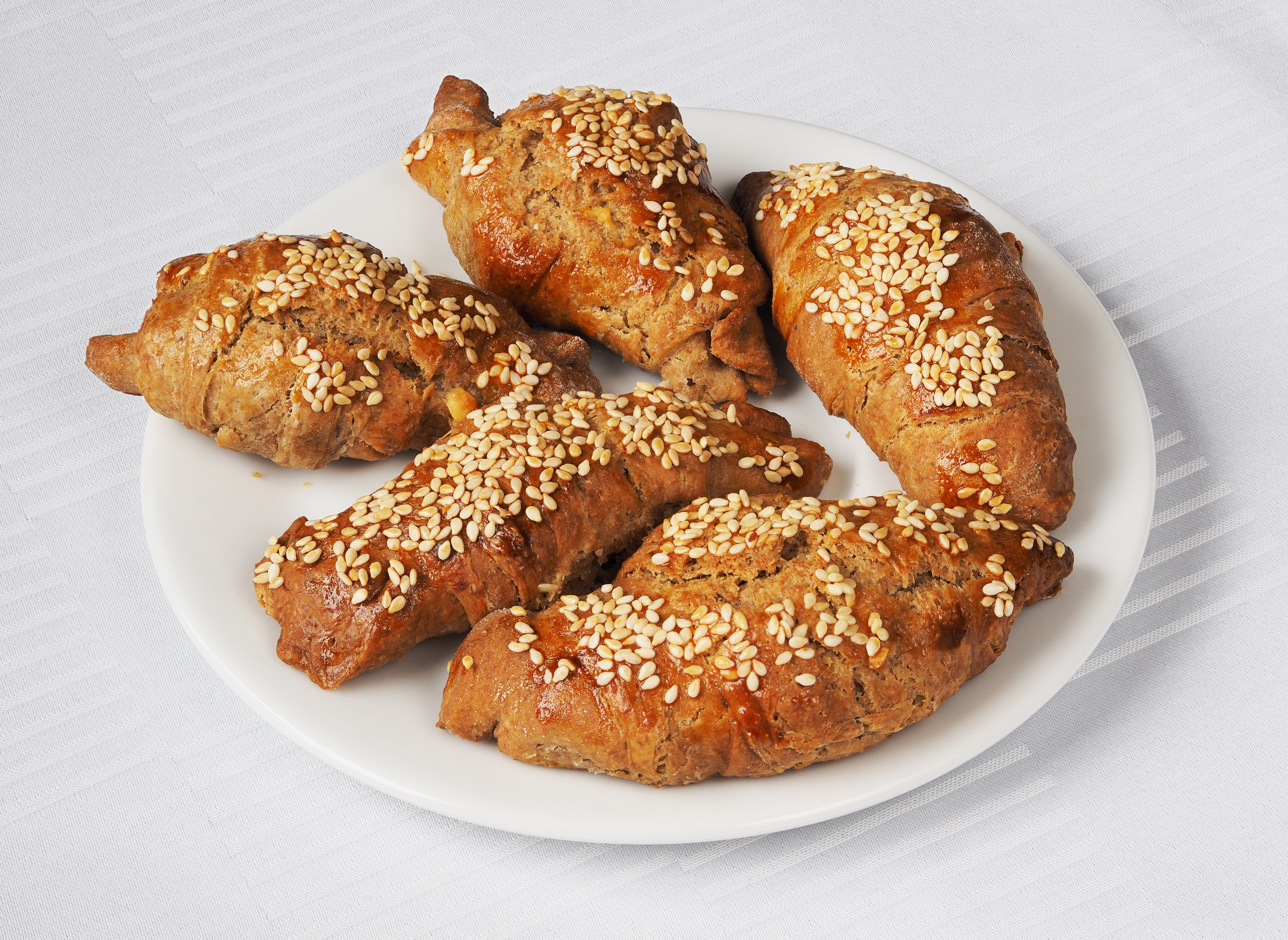
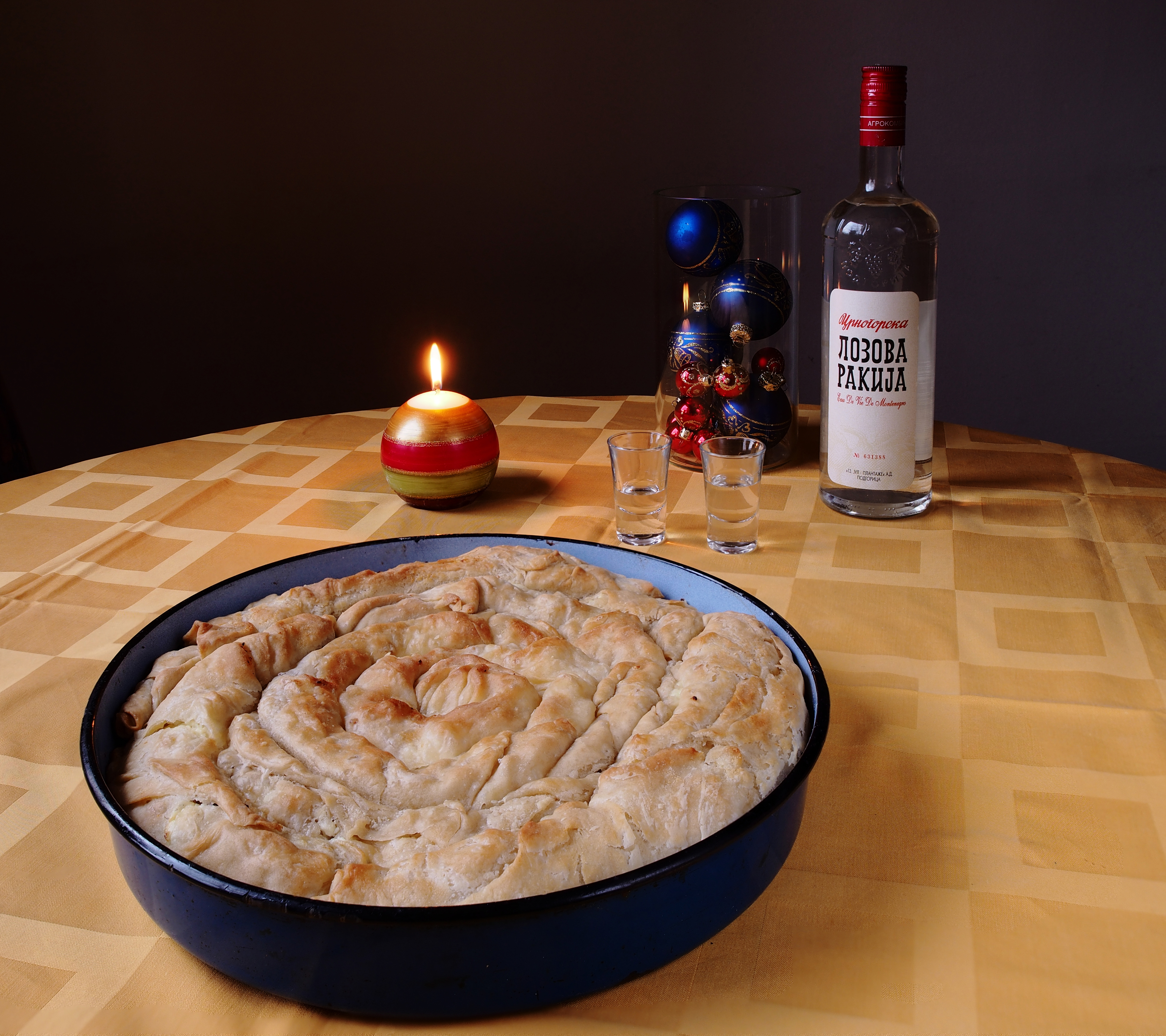

## Xếp hạng quốc tế
| Tên | Năm  | Hạng | Trong số # | Tham khảo                                             |
| --- | ---- | ---- | ---------- | ----------------------------------------------------- |
| CIA World Factbook – GDP trên đầu người (PPP)                                                               | 2008 | 100  | 229        | Lưu trữ ngày 24 tháng 4 năm 2013 tại Wayback Machine  |
| CIA World Factbook – Tuổi thọ                                                                               | 2008 | 96   | 223        | Lưu trữ ngày 26 tháng 12 năm 2018 tại Wayback Machine |
| Diễn đàn Kinh tế Thế giới – Xếp hạng Chỉ số Cho phép Thương mại                                             | 2008 | -    | 118        |                                                       |
| Đại học Yale / Đại học Columbia – Chỉ số Thực hiện Môi trường                                               | 2008 | -    | 149        | Lưu trữ ngày 24 tháng 12 năm 2018 tại Wayback Machine |
| The Economist Intelligence Unit – e-readiness                                                               | 2008 | -    | 70         |                                                       |
| The Economist Intelligence Unit – Global Peace Index                                                        | 2009 | 78   | 144        | Lưu trữ ngày 25 tháng 5 năm 2010 tại Wayback Machine  |
| Danh sách bằng sáng chế theo quốc gia của Văn phòng Bằng sáng chế và Thương hiệu Hoa Kỳ patent (As FRY)     | 2007 | 44   | 172        |                                                       |
| Bảo vệ Trẻ em – Xếp hạng Chỉ số bà Mẹ                                                                       | 2007 | -    | 141        | Lưu trữ ngày 5 tháng 7 năm 2010 tại Wayback Machine   |
| Bảo vệ Trẻ em – Xếp hạng Chỉ số Phụ nữ                                                                      | 2007 | -    | 141        | Lưu trữ ngày 5 tháng 7 năm 2010 tại Wayback Machine   |
| Bảo vệ Trẻ em – Xếp hạng Chỉ số Trẻ em                                                                      | 2007 | -    | 141        | Lưu trữ ngày 5 tháng 7 năm 2010 tại Wayback Machine   |
| Wall Street Journal / The Heritage Foundation – Chỉ số Tự do Kinh tế                                        | 2009 | 109  | 179        | Lưu trữ ngày 24 tháng 12 năm 2018 tại Wayback Machine |
| Liên hiệp quốc – Chỉ số Phát triển Con người                                                                | 2009 | 65   | 179        |                                                       |
| Diễn đàn Kinh tế Thế giới – Báo cáo Cạnh tranh Toàn cầu 2007–2008                                           | 2007 | 91   | 131        |                                                       |
| Diễn đàn Kinh tế Thế giới – Báo cáo Khác biệt Giới Toàn cầu 2007                                            | 2007 | -    | 128        |                                                       |
| Ngân hàng Thế giới – Chỉ số Dễ dàng trong Kinh doanh                                                        | 2007 | 94   | 178        |                                                       |
| Phóng viên Không Biên giới – Chỉ số Tự do Báo chí Toàn cầu                                                  | 2008 | 64   | 173        |                                                       |
| Minh bạch Quốc tế – Chỉ số Nhận thức Tham nhũng                                                             | 2008 | 85   | 180        | Lưu trữ ngày 24 tháng 9 năm 2008 tại Wayback Machine  |
| The Economist Intelligence Unit – Chỉ số Dân chủ                                                            | 2007 | 55   | 167        |                                                       |
| Tổ chức Hợp tác Kinh tế và Phát triển – Hỗ trợ Phát triển Chính thức bởi quốc gia như một phần trăm của GNI | 2006 | -    | 34         |                                                       |
| Riêng tư Quocó tế – Chỉ số Riêng tư (EU và 11 quốc gia được lựa chọn khác)                                  | 2006 | -    | 36         | Lưu trữ ngày 10 tháng 1 năm 2012 tại Wayback Machine  |
| New Economics Foundation – Chỉ số Hành tinh Hạnh phúc                                                       | 2006 | -    | 178        | Lưu trữ ngày 25 tháng 5 năm 2009 tại Wayback Machine  |
| The Economist Intelligence Unit – Chỉ số Chất lượng Cuộc sống                                               | 2005 | -    | 111        |                                                       |
| Bảo vệ Trẻ em – % ghế trong chính phủ do phụ nữ nắm giữ                                                     | 2004 | 8%   | 141        | Lưu trữ ngày 7 tháng 5 năm 2004 tại Wayback Machine   |
| Tổ chức Y tế Thế giới – Tỷ lệ tự tử theo quốc gia                                                           |      | 17   | 100        |                                                       |